# Cuisine de la Provence méditerranéenne

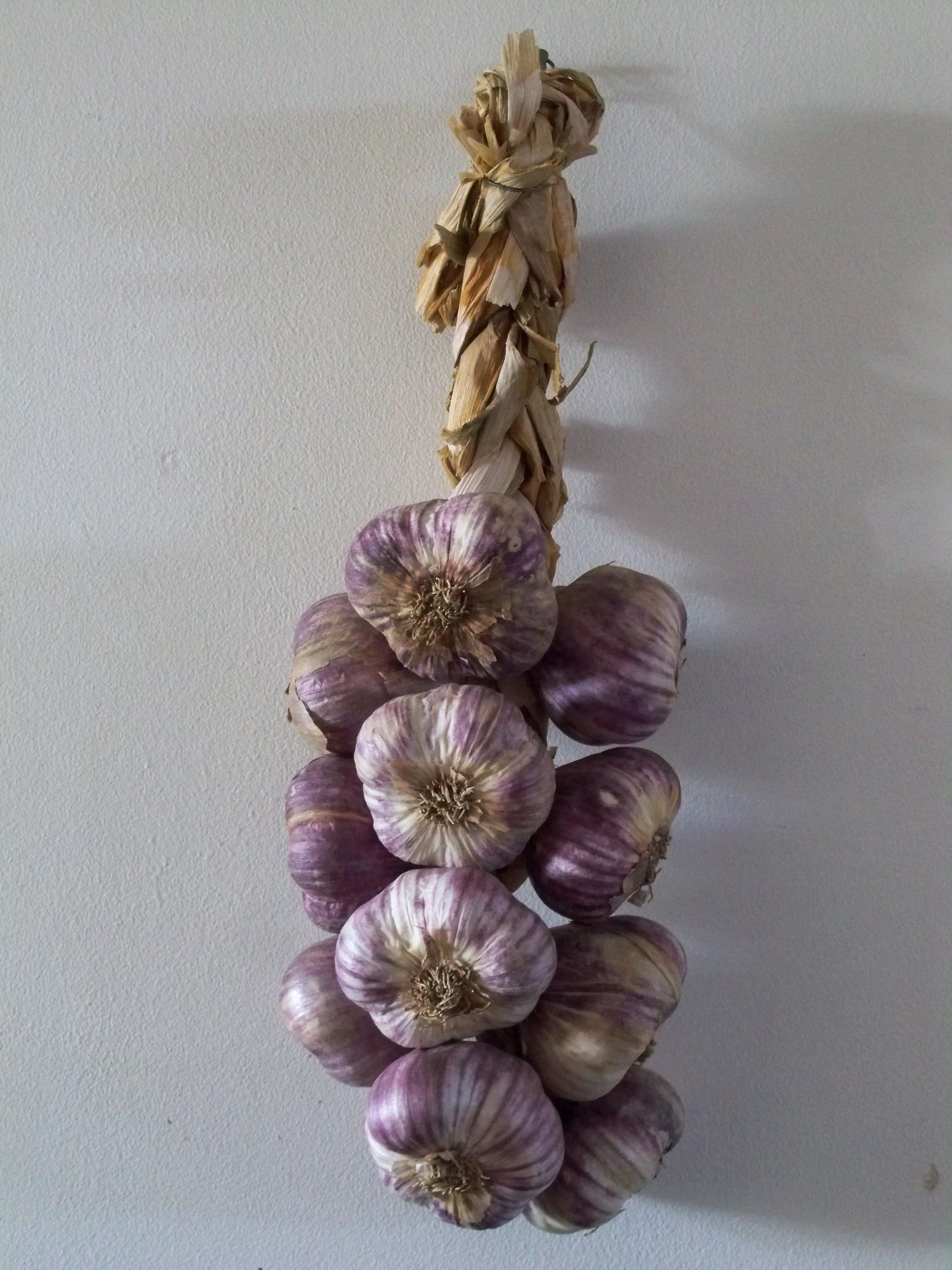
Tresse d'ail.

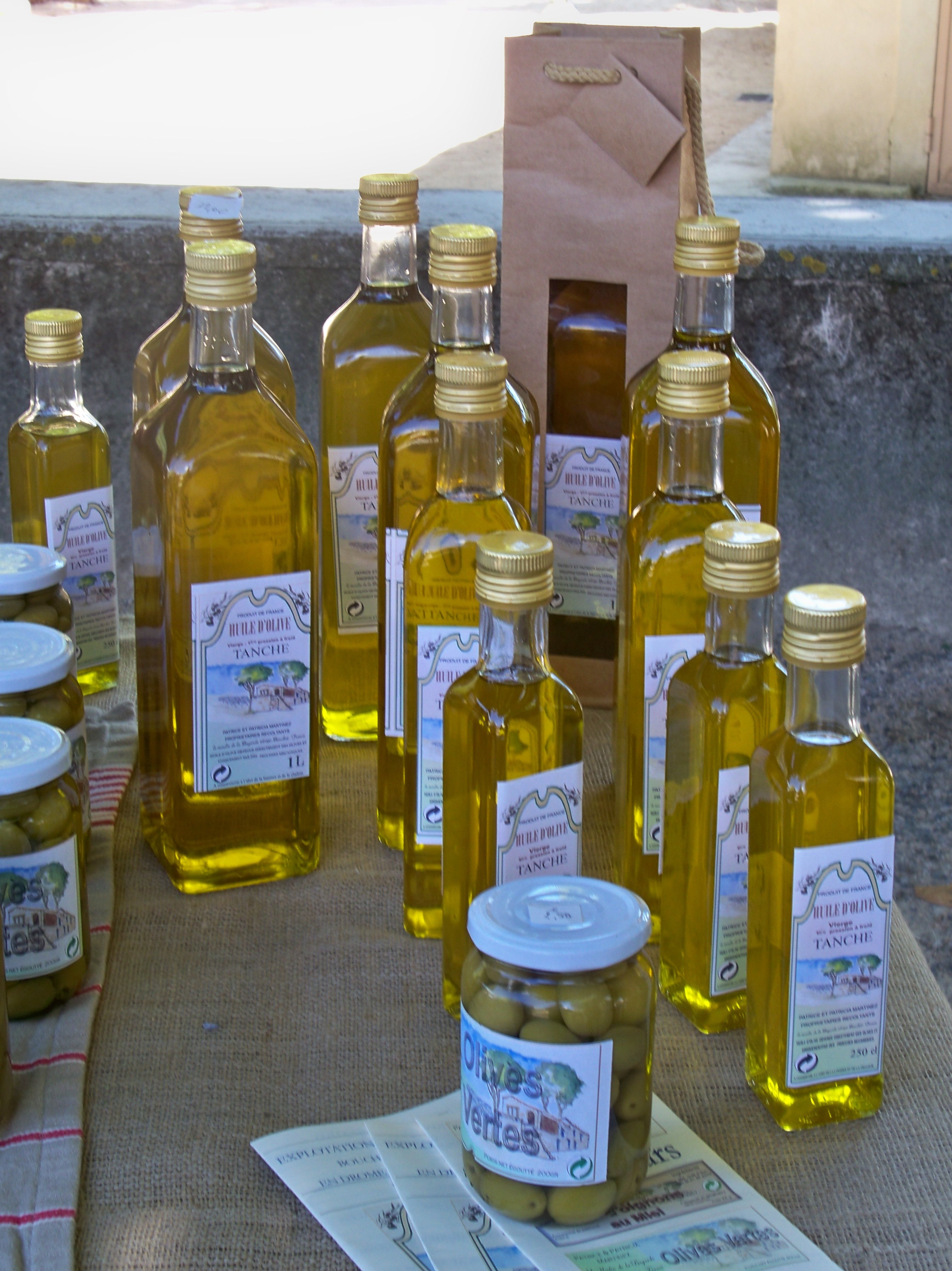
Huile d'olive.

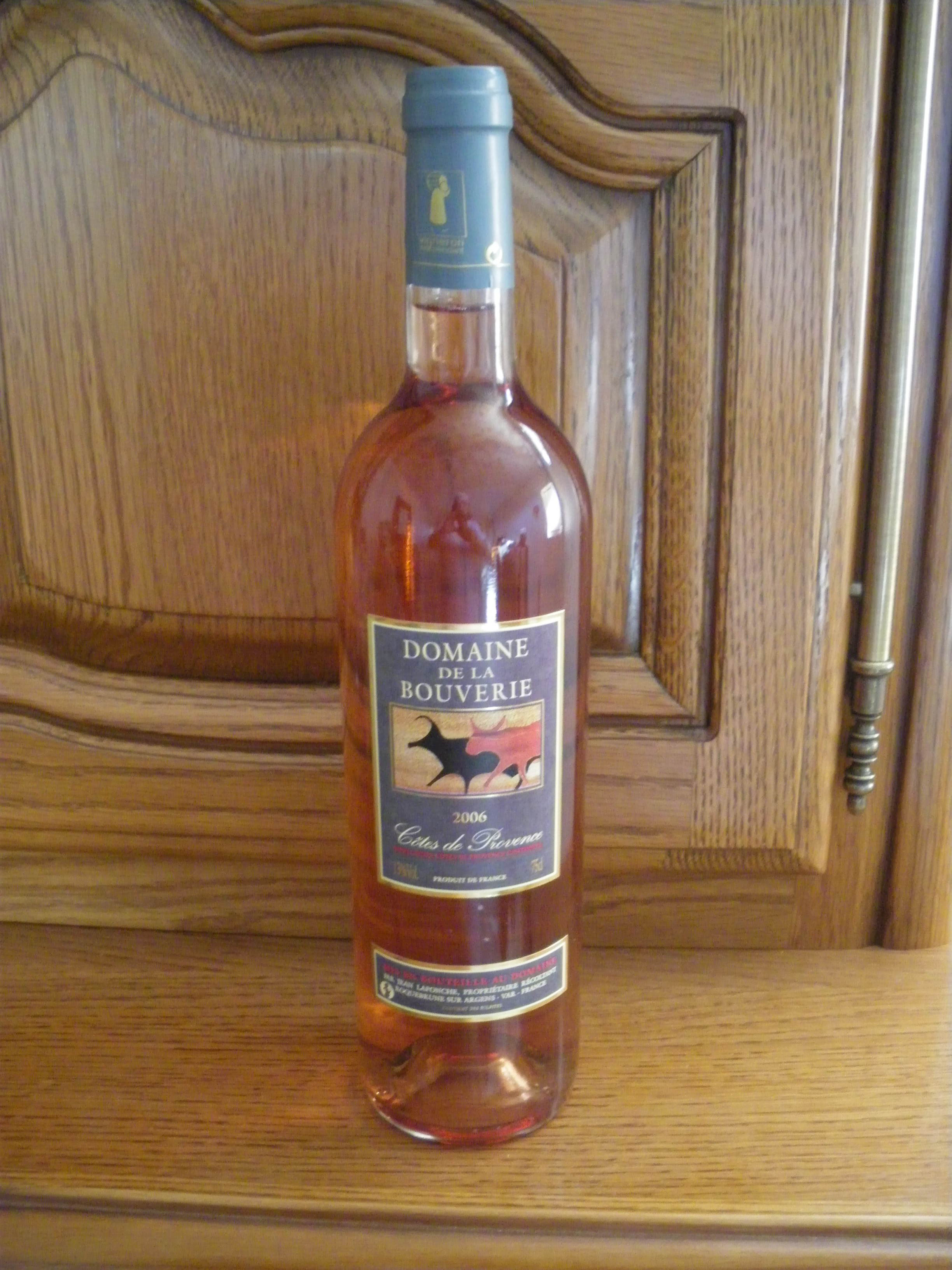
AOC côtes-de-provence rosé.

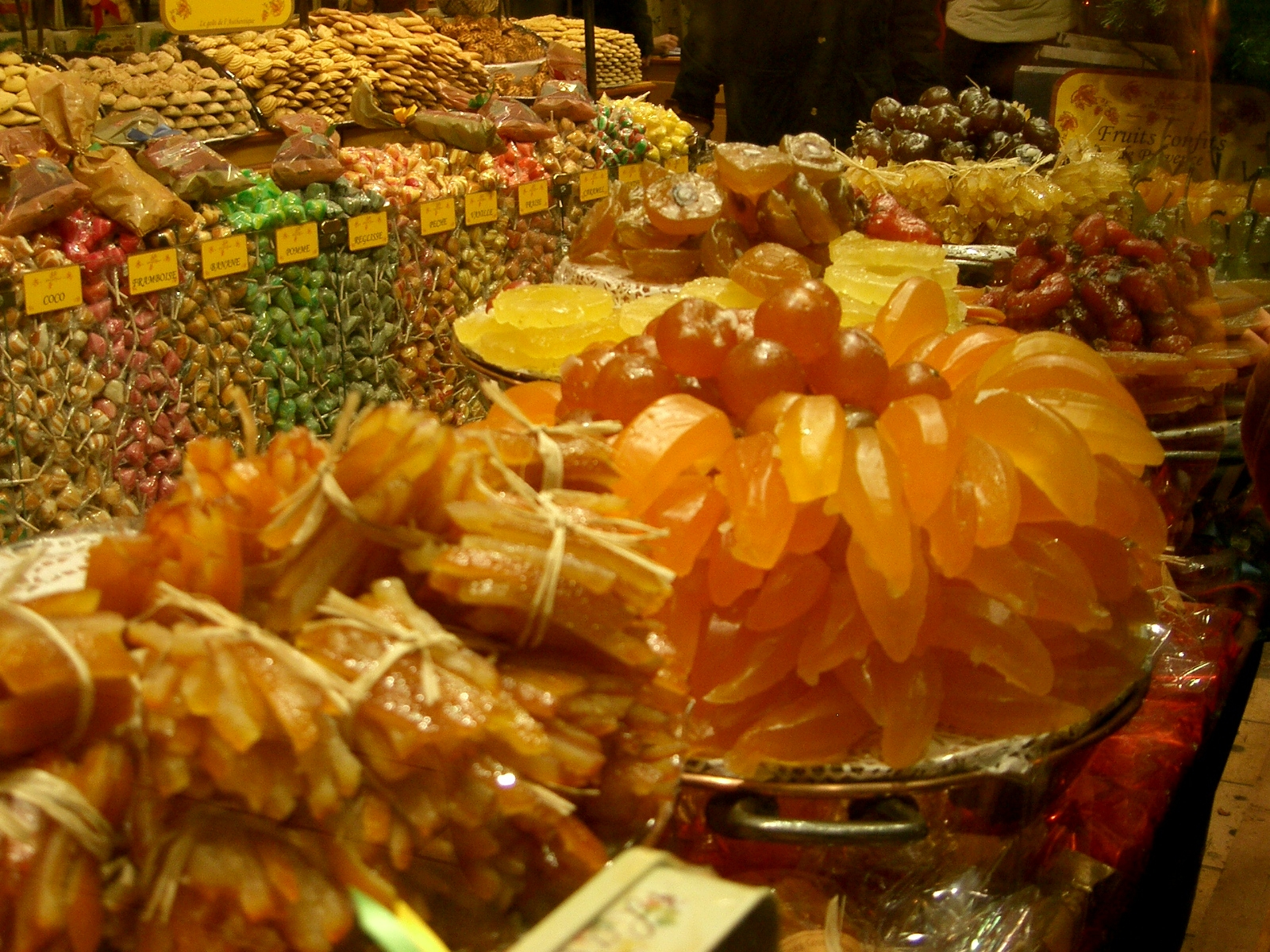
Confiserie de Provence.

La cuisine de la Provence méditerranéenne est avant tout une cuisine liée aux produits de la pêche (maritime ou fluviale), de l'élevage (viande des troupeaux ovin ou bovin) et du terroir (blé, riz, huile, vin).

## Repas

### Gros souper
Le gros souper (lou gros soupa, en provençal), est le repas maigre traditionnellement pris en famille le 24 décembre, avant la messe de minuit.
La table dressée comporte trois nappes de taille décroissante : une pour le « gros souper », une pour le repas du jour de Noël, le lendemain midi — repas composé de viandes —, et enfin la dernière pour le soir du 25 où les restes trônent sur la table. Sur ces nappes, on dépose les blés ou les lentilles de la Sainte-Barbe, une branche de houx pour apporter le bonheur, ainsi que trois bougies. Le pain, posé à l’endroit, est coupé en trois : la part fétiche à conserver dans une armoire, la part des convives et la part du pauvre qui implique de prévoir un couvert de plus : le couvert du pauvre (« pauvre » désigne celui qui est décédé mais ce peut être aussi un mendiant qui passe et demande l’aumône) ; il s'agit d'une survivance de la manne que les Romains offraient à leurs ancêtres.
Le repas servi, pour être maigre, n'en est pas moins fastueux. Il commence par l’aigo boulido, se continue par des plats de poissons dont l'alose à l'étouffée, la morue à la raïto, et de légumes, comme les épinards aux escargots. Après avoir dégusté les sept plats maigres de poissons et de légumes, on pose sur la table les treize desserts à déguster avec un vin cuit au retour de la messe de minuit, quand on sert aussi, pour les affamés, la petite oie.
Le gros souper est une tradition qui disparait peu à peu au XXIe siècle, surtout dans les villes, au profit du « repas de réveillon », mais l’habitude de présenter les treize desserts subsiste.

## Pain

### Fougasse
La fougasse est un pain provençal. Le nom trouve son origine dans le latin panis focacius, un pain plat cuit sur un foyer ou sous les cendres d'un feu ; elle se décline de différentes façons, d'un pain (biscuit) très fin à une sorte de pizza.
Assez plate, elle est souvent sculptée à la préparation pour former plusieurs branches. Il existe une extrême diversité de fougasses, chaque région provençale, ville ou même famille ayant sa propre recette. La plupart des fougasses sont salées ; elles peuvent être agrémentées de divers ingrédients (olives, lardons, anchois, fromages) qui peuvent être soit mélangés à la préparation soit déposés à la surface du pain avant cuisson. Mais on trouve aussi la fougasse d'Aigues-Mortes, sucrée, et la fougassette de Grasse, légèrement briochée et aromatisée à la fleur d'oranger.

### Pain de Beaucaire
Bien que située sur la rive droite du Rhône, Beaucaire, siège d'une sénéchaussée et jusqu'au début du XIXe siècle, d'une des plus grandes foires d'Europe, a popularisé un pain spécial, le pain de Beaucaire. Fendu en son milieu dans le sens de la largeur, ce pain est particulièrement apprécié en Provence. Il est fabriqué depuis le XVe siècle, et se caractérise par une mie très alvéolée. Ce pain de ville au levain avait l'avantage de se conserver sans durcir à la différence du pain viennois préparé à la levure de bière. Il mettait moins de temps à lever et sa fabrication était adaptée à une journée de huit heures.

### Pain de la Sainte-Agathe

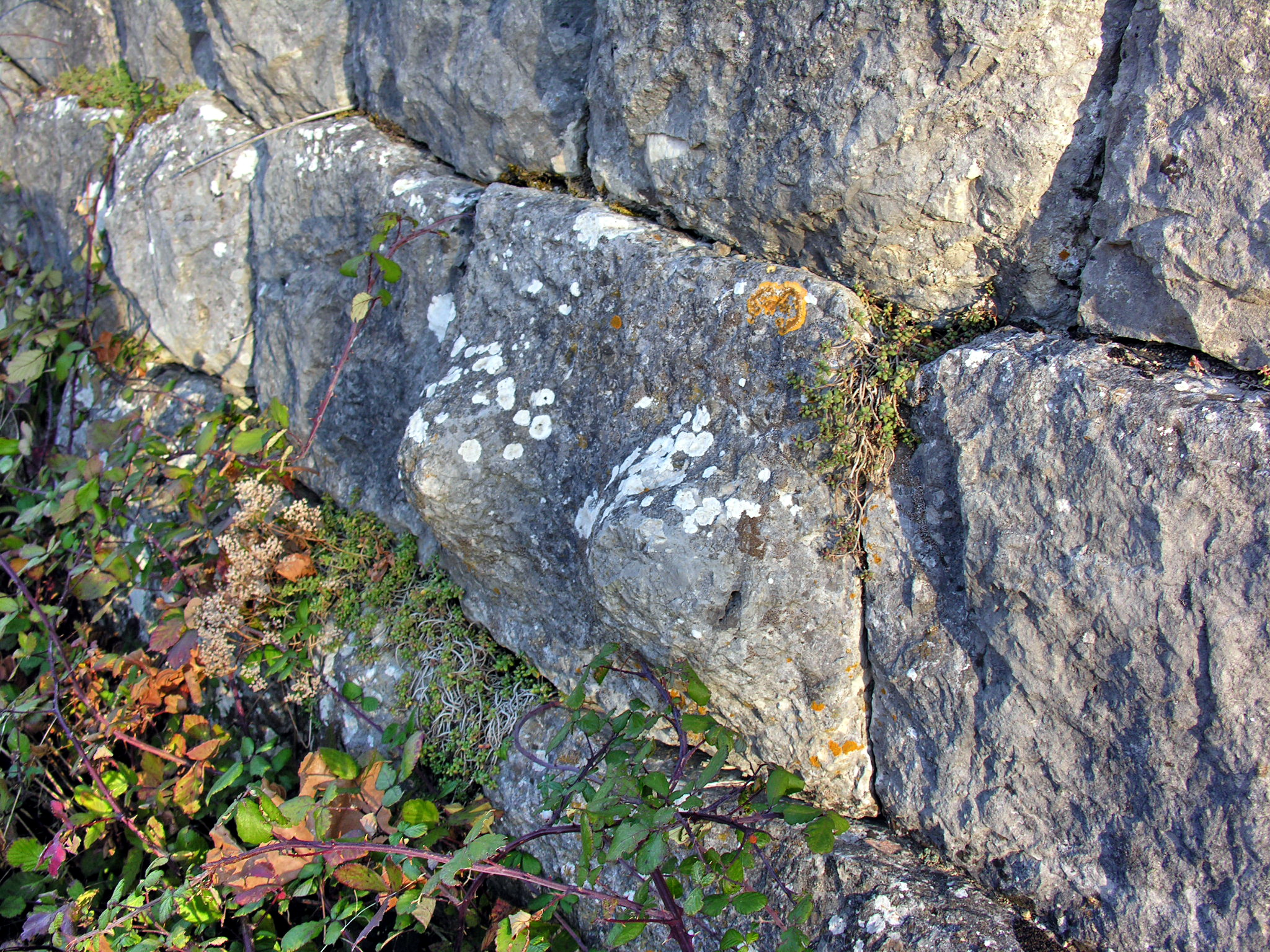
Figuration sculptée des seins de sainte Agathe dans les remparts de Mons.

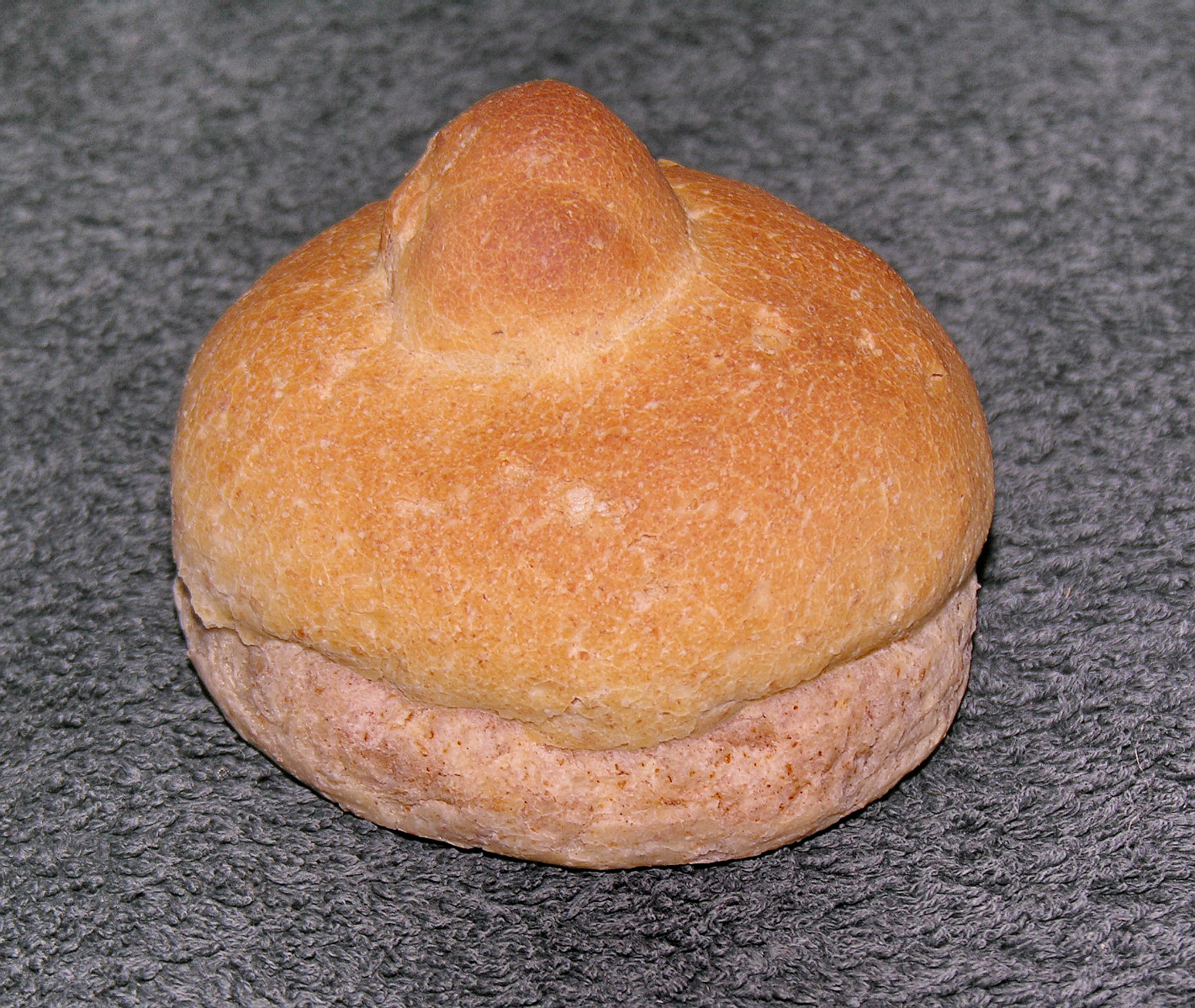
Pain de la Sainte-Agathe.

Le pain de la Sainte-Agathe, selon une tradition provençale, était cuit au four avant sa fête célébrée le 5 février pour être béni. Cette bénédiction des pains provenait de la tradition erronée qu'Agathe de Catane, dans ses représentations, portait sur un plateau des miches de pain. Ce jour-là, Agathe était particulièrement invoquée contre l'incendie et la foudre. Pour préserver l'efficacité de son intercession, il était interdit aux ménagères de faire des miches le jour de sa fête. Car la sainte, appelée en occitan Santo-Gato (Saint Chat) était censée, tous les 5 février, apparaître sous cette forme pour venir punir les femmes qui lui avaient déplu en travaillant en ce jour. Solennellement bénits, ces petits pains, après la consécration, ils devenaient ainsi les pains de Sainte-Agathe. Cette tradition des pains de la sainte est toujours vivace à Mons dans le Var où un bas-relief de ses seins figure même à la base du rempart du village.

## Soupes

### Aigo boulido
L'aigo boulido, qui se traduit en français par « eau bouillie », est une soupe provençale préparée uniquement à base d'ail et de feuilles de sauge bouillies. Elle faisait originellement partie du gros souper servi en Provence la veille de Noël. Le bouillon était versé sur des tranches de pain rassis frottées d'ail frais et recouvertes d'un filet d'huile d'olive. Elle est aujourd'hui considérée comme un mets d'après festivités et de diète. Une variante comtadine et camarguaise a été nommée « bouillabaisse borgne », bien qu'aucun poisson n'entre dans sa recette ; à la soupe traditionnelle sont simplement ajoutés des œufs pochés et des légumes bouillis.

### Bouillabaisse
La bouillabaisse (de l'occitan provençal bolhabaissa, de bolh, « il bout » et abaissa, « il abaisse », en parlant du feu) est un plat traditionnel marseillais de poissons originaires de la Méditerranée. Ce ragoût, cuit dans l'eau ou du vin blanc, relevé d'ail, d'huile d'olive ou encore de safran, est servi en deux temps : la soupe d’abord, les poissons ensuite. La soupe de poissons se mange avec des croûtons de pains aillés, tartinés de rouille, mouillés d'huile d'olive et de pommes de terre bouillies.

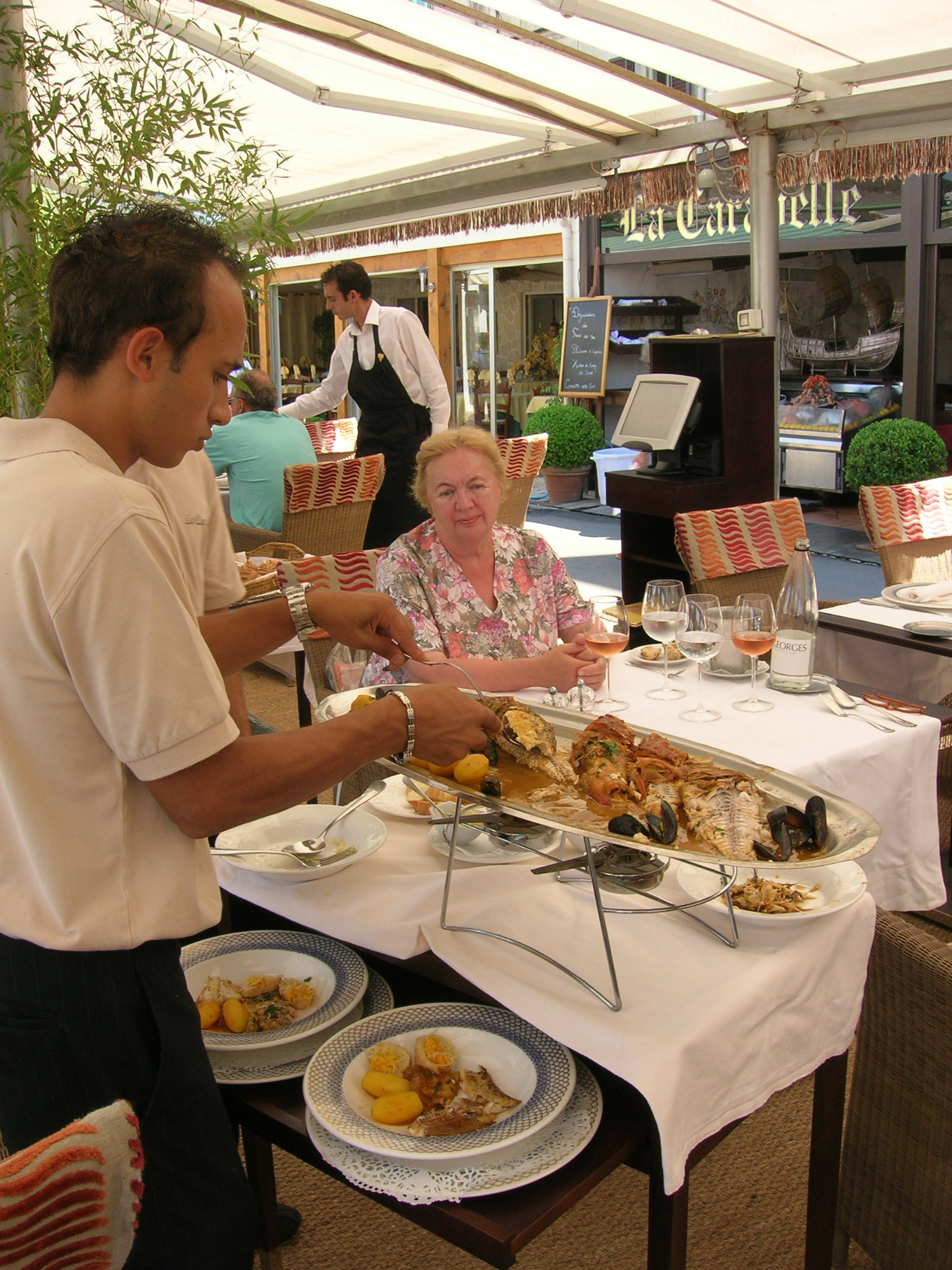
Service de la bouillabaisse.
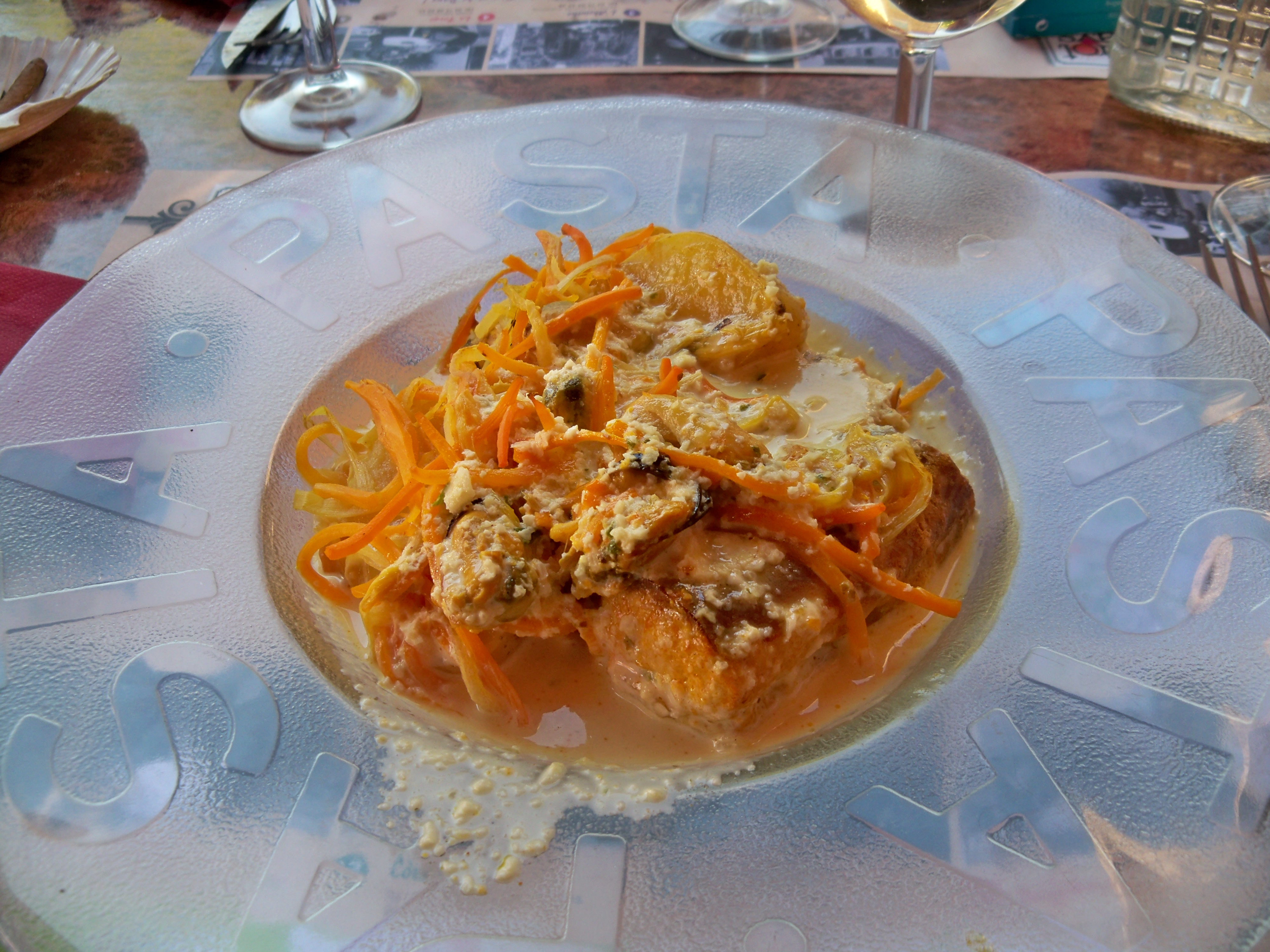
Bourride de fruits de mer.

### Bourride
La bourride est un mets originaire de Provence, fait à base de poissons de mer et de fruits de mer. Cette cousine de la bouillabaisse s'est étendue jusqu'au Languedoc, en particulier à Sète. Le terme « bourride » est emprunté au provençal bourrido, qui serait dérivé de boulido, « bouilli ».

### Soupe au pistou
La soupe au pistou est une soupe aux légumes d'été, avec des pâtes, servie avec du pistou, un mélange d'ail, d'huile d'olive et de basilic haché. Le terme pistou désigne en provençal le pilon du mortier qui sert à faire la préparation, et non pas le basilic qui se dit baseli. Le basilic perdant énormément de sa saveur à la cuisson, le pistou est généralement mélangé à la soupe au moment du service ou servi séparément pour être mélangé directement dans l'assiette par les convives.

## Entrées

### Tapenade
La tapenade est une recette de cuisine provençale, comtadine et niçoise, principalement constituée d'olives broyées, d'anchois et de câpres (tapena en occitan, d'où son nom). Elle peut être dégustée sur canapé, notamment à l'apéritif ou simplement en la tartinant sur du pain ou en y trempant des bâtonnets de légumes. Mais elle peut aussi servir de farce pour la volaille.

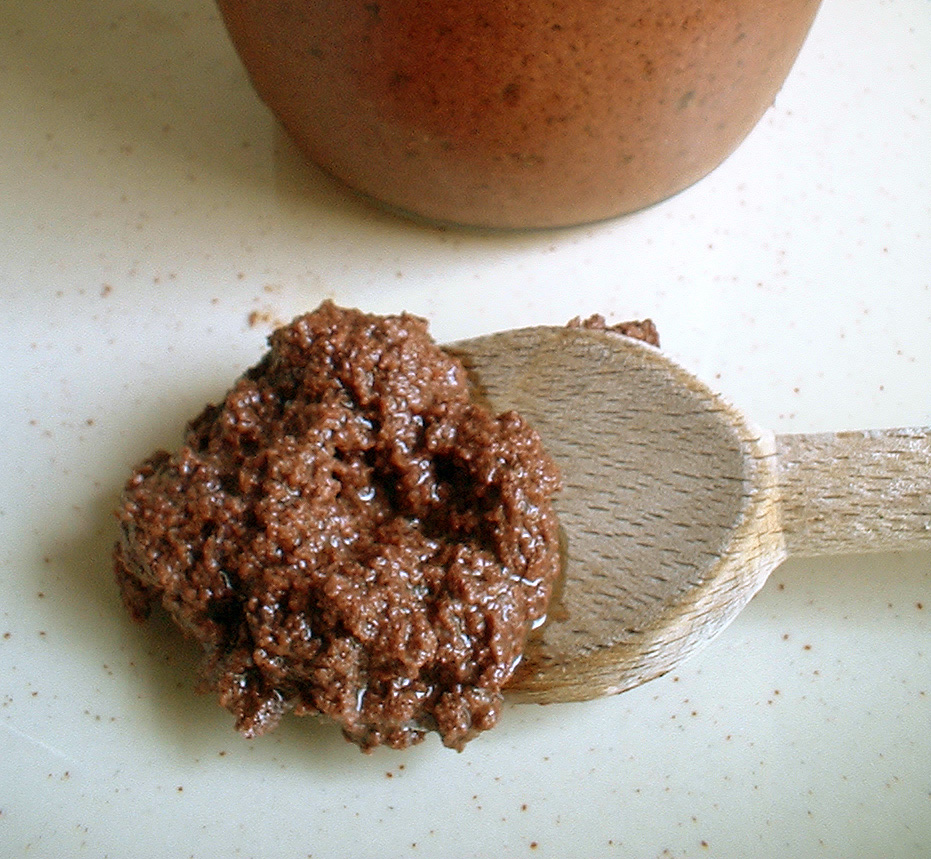
Tapenade dans une cuillère.
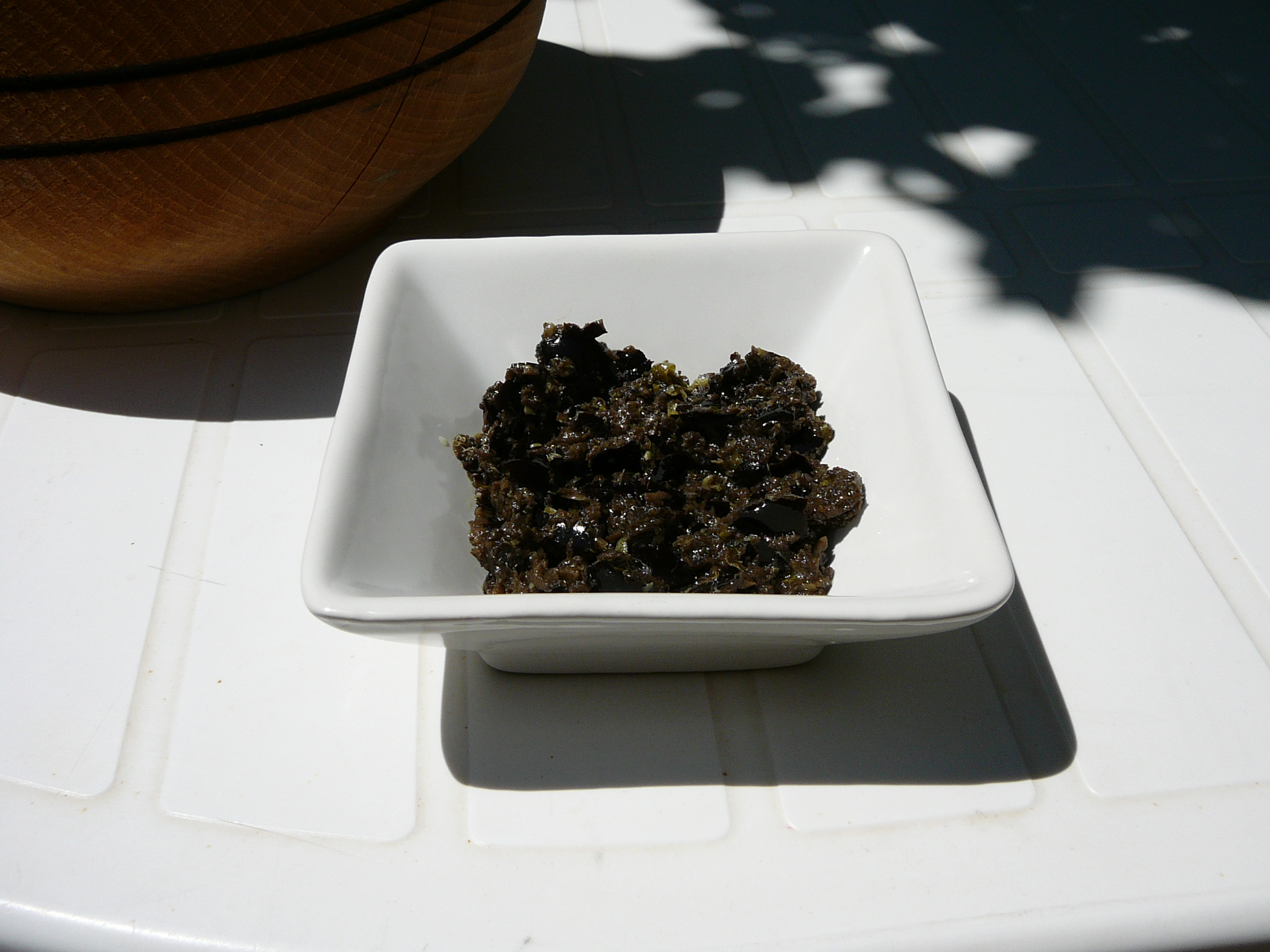
Tapenade dans un ramequin.
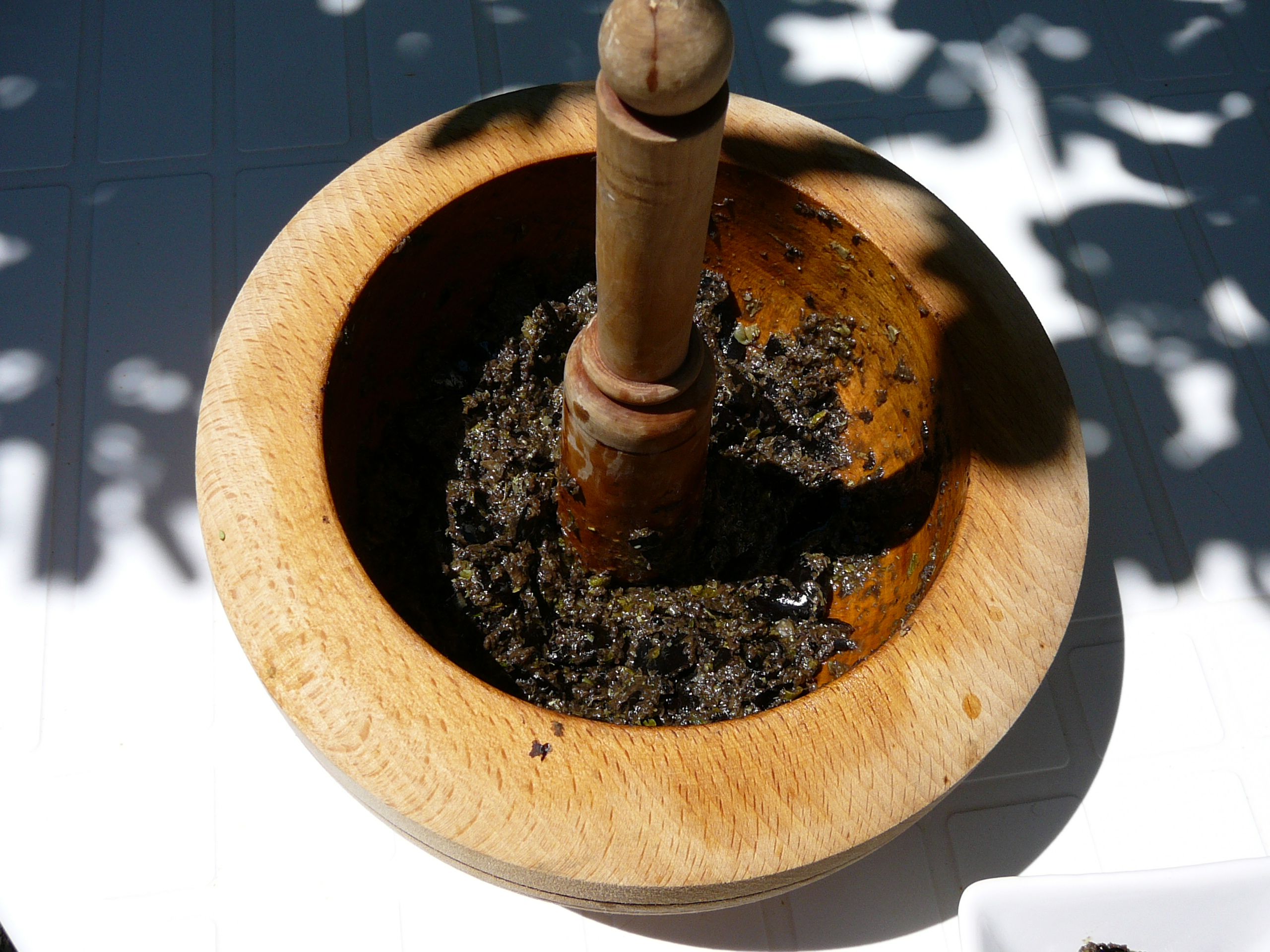
Tapenade fraîchement broyée, dans un mortier.

## Charcuteries

### Saucisson d'Arles

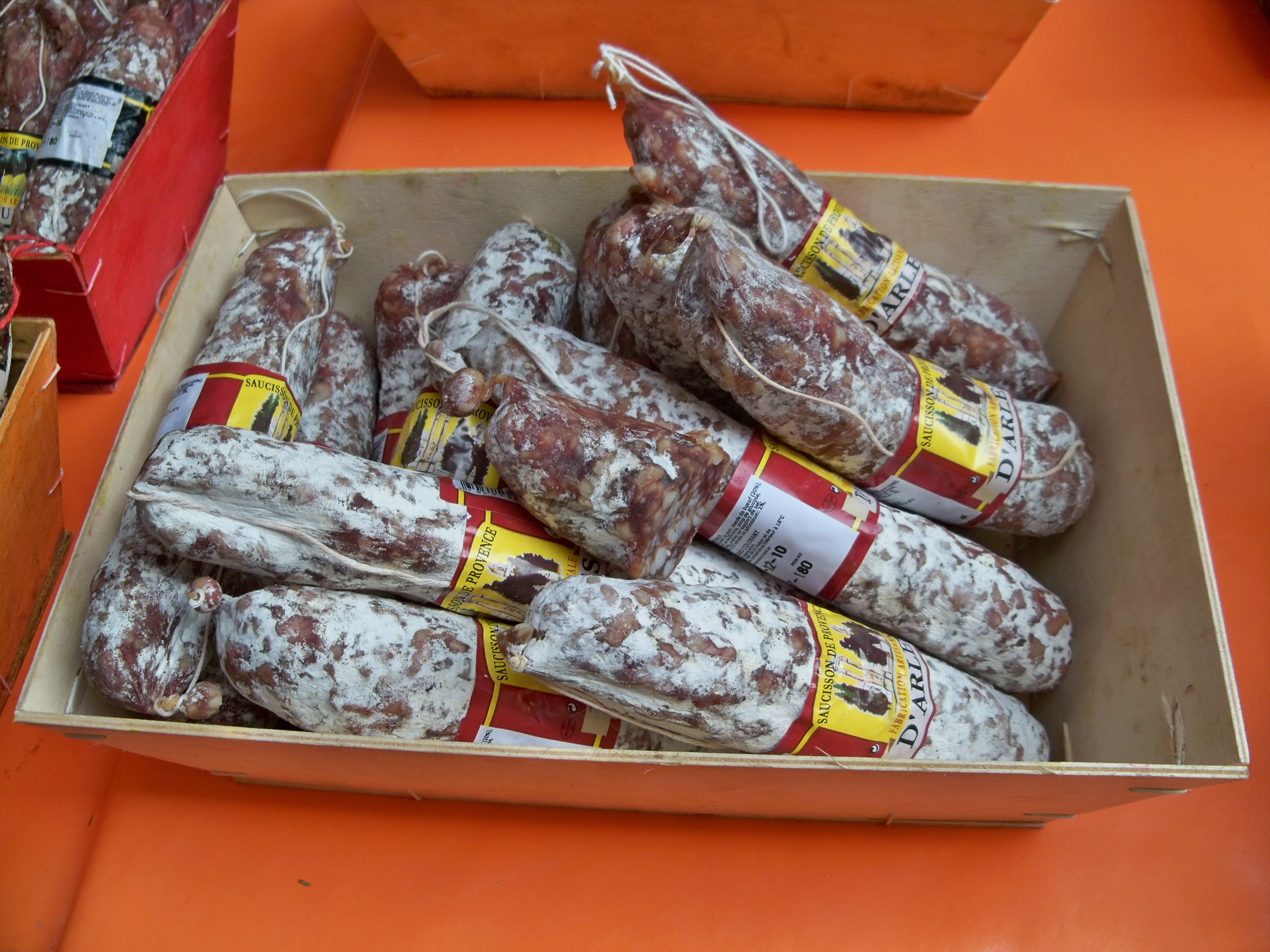
Saucissons d'Arles.

En 1655, le charcutier arlésien Godart introduit à Arles, une recette de saucisson et crée le saucisson d'Arles, ou sosisol, qu'il commercialise jusqu'à Paris. Au XXIe siècle, ce sont deux charcutiers qui continuent la tradition : Alazard et Roux, à Tarascon et les fils d'Édouard Giraud, à Montfrin.
C'est un mélange de viande maigre d'âne, de porc et de bœuf, de gras de porc, de sel et de différentes épices. De forme cylindrique, gris rose, et d'un poids de 300 grammes environ, il a une longueur de 15 à 20 centimètres pour un diamètre variant entre 4 et 5 centimètres.

## Œufs

### Crespeou
Le crespeou est un gâteau d'omelettes d'herbes et de légumes empilés par couches superposées qu'on mange froid accompagné ou non d'un coulis de tomate. Cette recette, qui semble être native d'Avignon et du haut-Vaucluse (Piolenc, Orange), est devenue populaire dans tout le Comtat Venaissin, la région Provence et le pays de Nice.
Son nom vient du latin crespus, en ancien français cresp (crêpe) puis crespet (crêpe) vers 1260 où crespeou apparaît pour désigner une omelette. Ce mets est aussi connu sous le nom de trouchia ou d'omelette à la moissonneuse. Cette dernière appellation rappelle son origine puisque ce mets était traditionnellement préparé pour les travaux des champs et spécifiquement pour les moissons.

## Légumes

### Bohémienne
Parfois confondue avec la ratatouille, qui nécessite plusieurs légumes, la bohémienne comporte uniquement aubergines et tomates.

### Carde
Ce légume d'hiver est une composante incontournable du gros souper et s’est imposé à partir du XIXe siècle en faisant la conquête des tables de la bourgeoisie aisée d'Avignon, Aix et Marseille. Il fut déprécié au Moyen Âge et ne revint à la mode qu'à partir du XVIe siècle.
La carde ou cardon, est apparentée à l'artichaut. Sa culture n'impose qu'une seule contrainte, celle de faire blanchir les côtes en encerclant ses pousses dans du papier ou du plastique. Pour consommer ce légume, il faut le faire pocher à l'eau bouillante dans laquelle a été ajoutée un peu de farine ou de la mie de pain pour éviter l'amertume. Il est ensuite accommodé en tian, préparé avec une sauce (sauce blanche ou sauce poulette), ou encore au jus de viande. Les amateurs en croquent simplement les côtes avec des anchois.

### Caviar d'aubergine (merenjainade)
Le caviar d'aubergine (merenjainade) est un mets provençal. C'est la seule préparation végétale pouvant porter la dénomination de caviar, approuvée par avis de l'administration[Laquelle ?] en raison de son ancienneté et de sa constance.

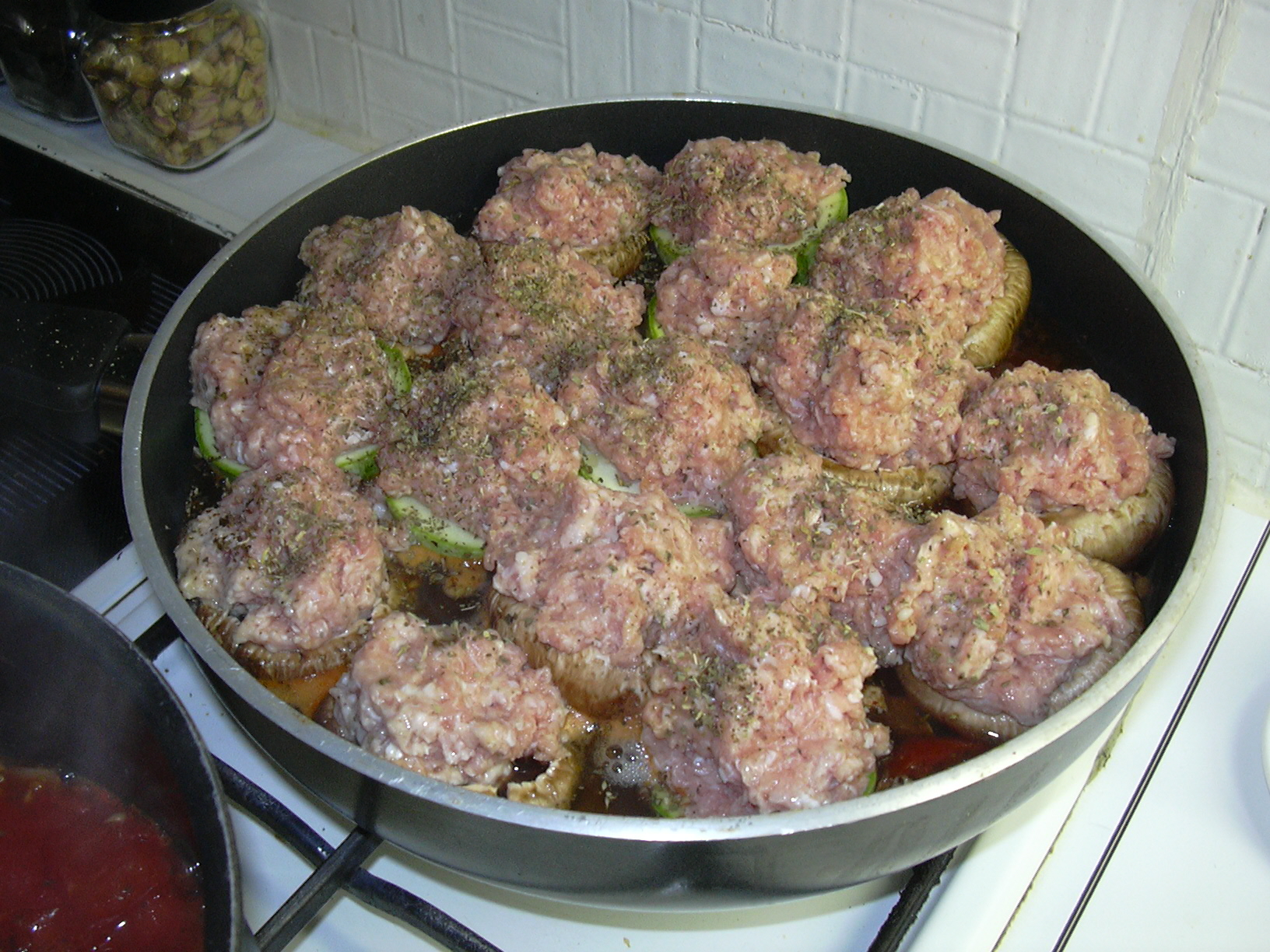
Tomates farcies prêtes à être enfournées.
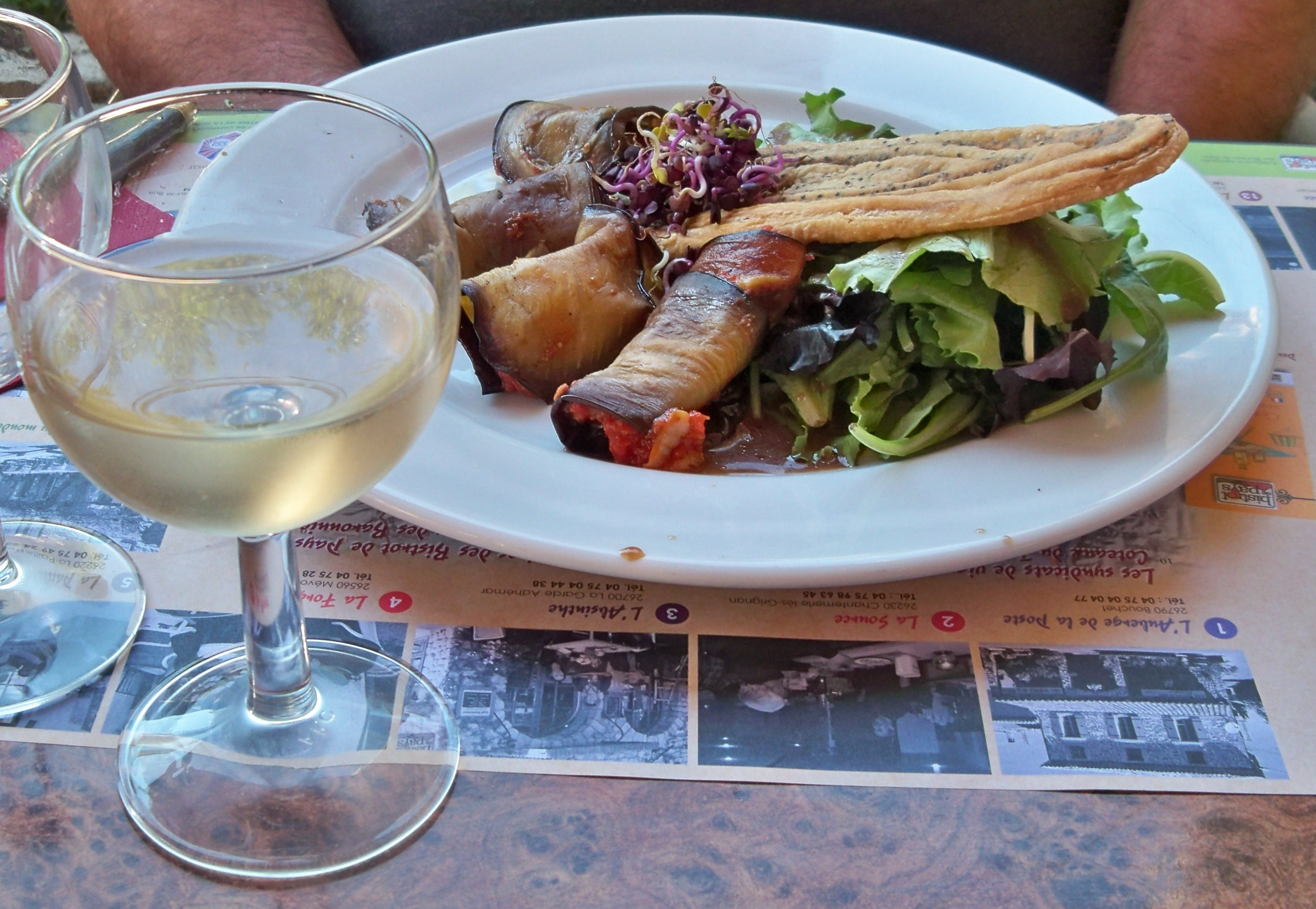
Roulés d'aubergines farcies.

### Farcis
Les farcis ou « petits farcis » sont une spécialité culinaire provençale que l’on retrouve sur toute la côte méditerranéenne. Ils sont faits à base de légumes (tomates, courgettes, oignons, artichauts, poivrons, choux, aubergines) évidés et fourrés d'une farce composée de viande ou chair à saucisse, mie de pain durcie bouillie dans du lait, aromates, et cuits au four. Les farcis sont consommés aussi bien chauds que froids.

### Lou fassum
Lou fassum est une spécialité de la ville de Grasse à base de chou farci à la viande de porc, riz et pois nouveaux. Le chou est blanchi, les feuilles séparées, ensuite on reconstitue le chou autour d'une farce à base de viande. Pour cette recette, on utilise un ustensile de cuisine nommé le fassumier qui se présente comme une sorte de filet à provision qui permet de reformer le chou lors de la préparation, et qui lui donne son nom.

### Ratatouille

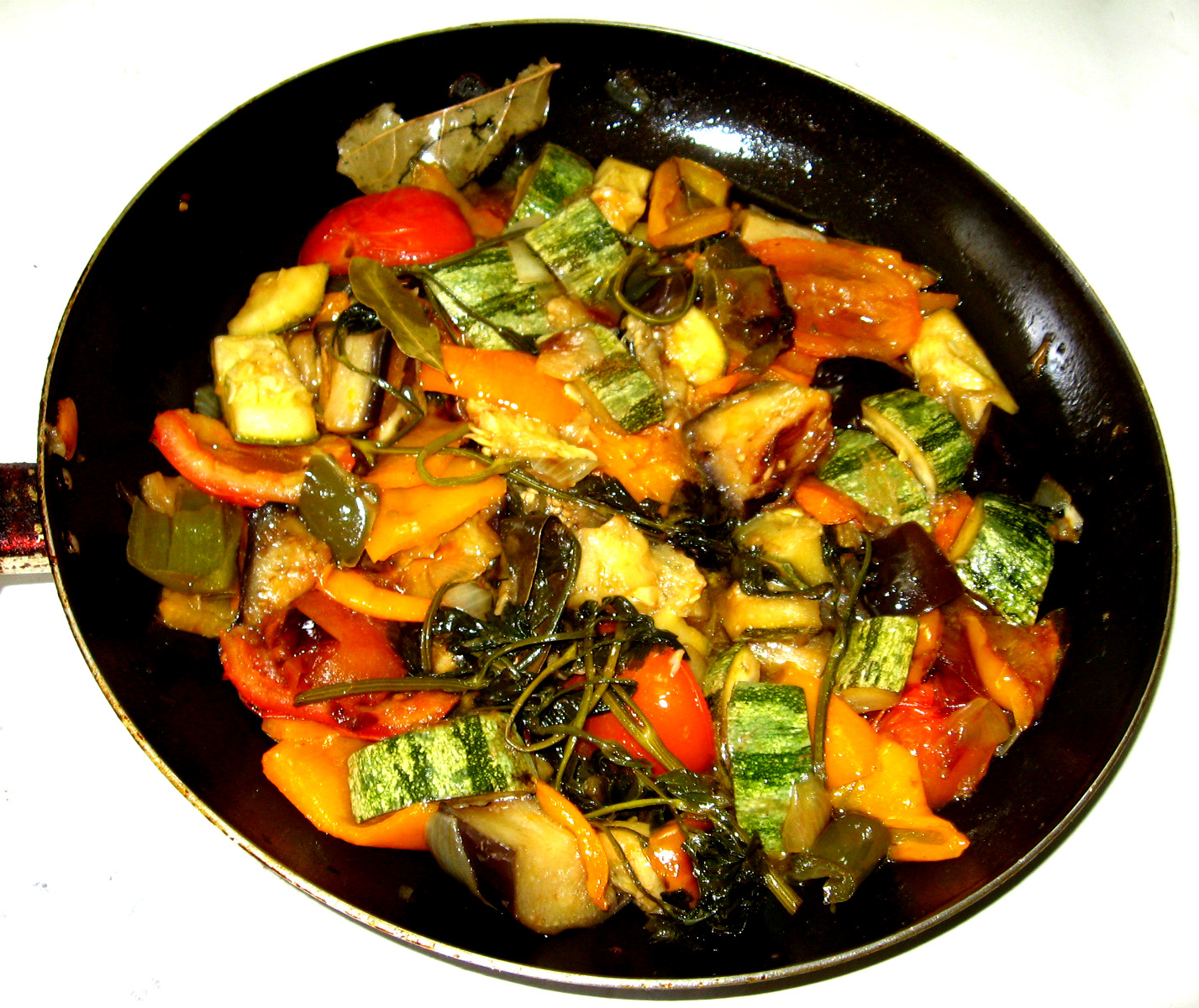
Une poêlée de ratatouille.

La ratatouille est une spécialité culinaire provençale, comtadine, niçoise, que l'on trouve également sur le pourtour méditerranéen où elle existe sous d'autres noms. Le mot « ratatouille » vient de l'occitan ratatolha. Il est également utilisé dans toutes les langues, y compris en anglais ; la ratatouille se dit aussi « valentine » dans le sud de la France. L'origine du mets se situe dans la zone provençale et de Nice. Le catalan xamfaina et le majorquin tombet sont d'autres versions du même mets.
Il s'agit d'un ragoût de divers légumes qui mêlent tomates, oignons, courgettes, aubergines, poivrons et ail, le tout revenu à l'huile d'olive, salé et poivré. Plus longue est sa cuisson, plus goûteux est ce mets. La ratatouille se mange aussi bien froide que chaude, soit en entrée, soit en accompagnement de viande ou de poisson.

### Tian
Le tian est à l'origine un mets typiquement comtadin qui a été adopté par une grande partie de la Provence jusqu'à être aujourd'hui considéré comme une spécialité culinaire provençale.
Ce vocable désigne non seulement le gratin lui-même mais aussi le plat en terre cuite dans lequel il est cuit. Paul Peyre, linguiste et étymologiste, a mis en exergue la racine commune avec tajine, mot d'origine berbère désignant aussi le plat et le mets. On retrouve en effet les consonances t / i-j / n communes d'un côté et de l'autre de la Méditerranée.
Le mets, qui nécessite une cuisson lente, est réalisé à base de légumes revenus au four. Au cours du Moyen Âge, il était placé dans le four banal puis dans le four communal. Jusqu'au milieu du XXe siècle, ce fut le four du boulanger qui servit de substitut.

## Légumes secs

### Panisse
La panisse est une spécialité culinaire connue et appréciée également dans le sud-est de la France de Nice jusqu'à Marseille. Il s'agit d'une préparation à base de farine de pois chiches, qui se mange en friture ou dorée au four. La panisse se présente en général sous forme de rouleaux de 20 cm de long et de 7 cm de diamètre environ, qu'on découpe en tranches ou en dés et qu'on frit dans l'huile. Les panisses se consomment chaudes.

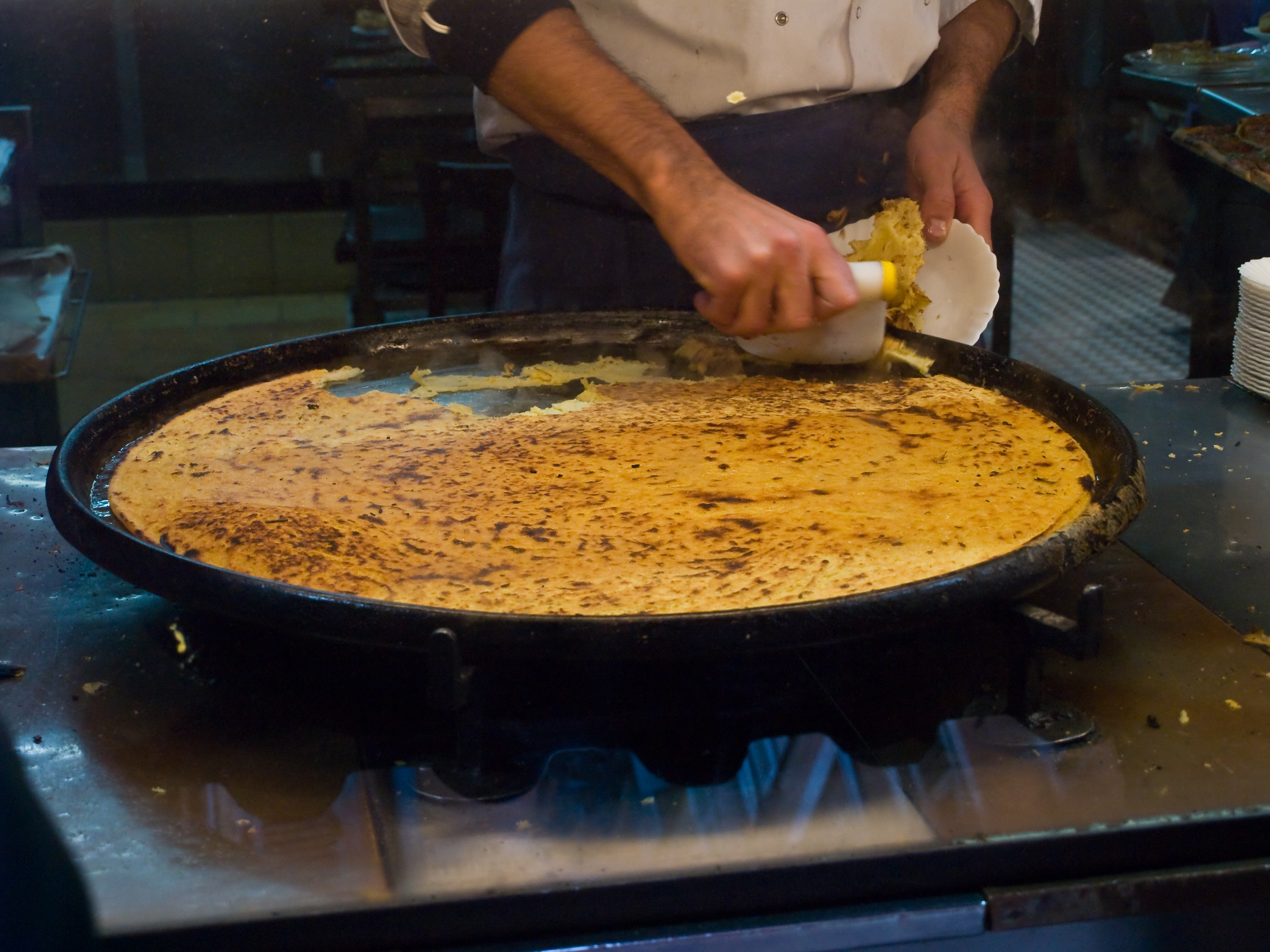
Socca sortant tout juste du four et servie chaude.

### Socca
La socca est le nom donné à une spécialité culinaire à base de farine de pois chiches consommée à Menton et à Nice. À Toulon, entre autres, elle est appelée « cade ».
La socca se présente sous la forme d'une grande et fine galette cuite sur de grandes plaques rondes en cuivre étamé, dans un four à bois. Une fois cuite, la galette a une couleur dorée (jaune orangé) et est même légèrement brûlée par endroits. La socca se déguste chaude, si possible juste à la sortie du four, souvent accompagnée de poivre et sans l'aide de couverts. La galette est généralement découpée en six à huit parts par plaque de cuisson au moyen d'un petit couteau à lame courte ou bien d'une petite spatule.

## Olives

### Olive des Baux-de-Provence

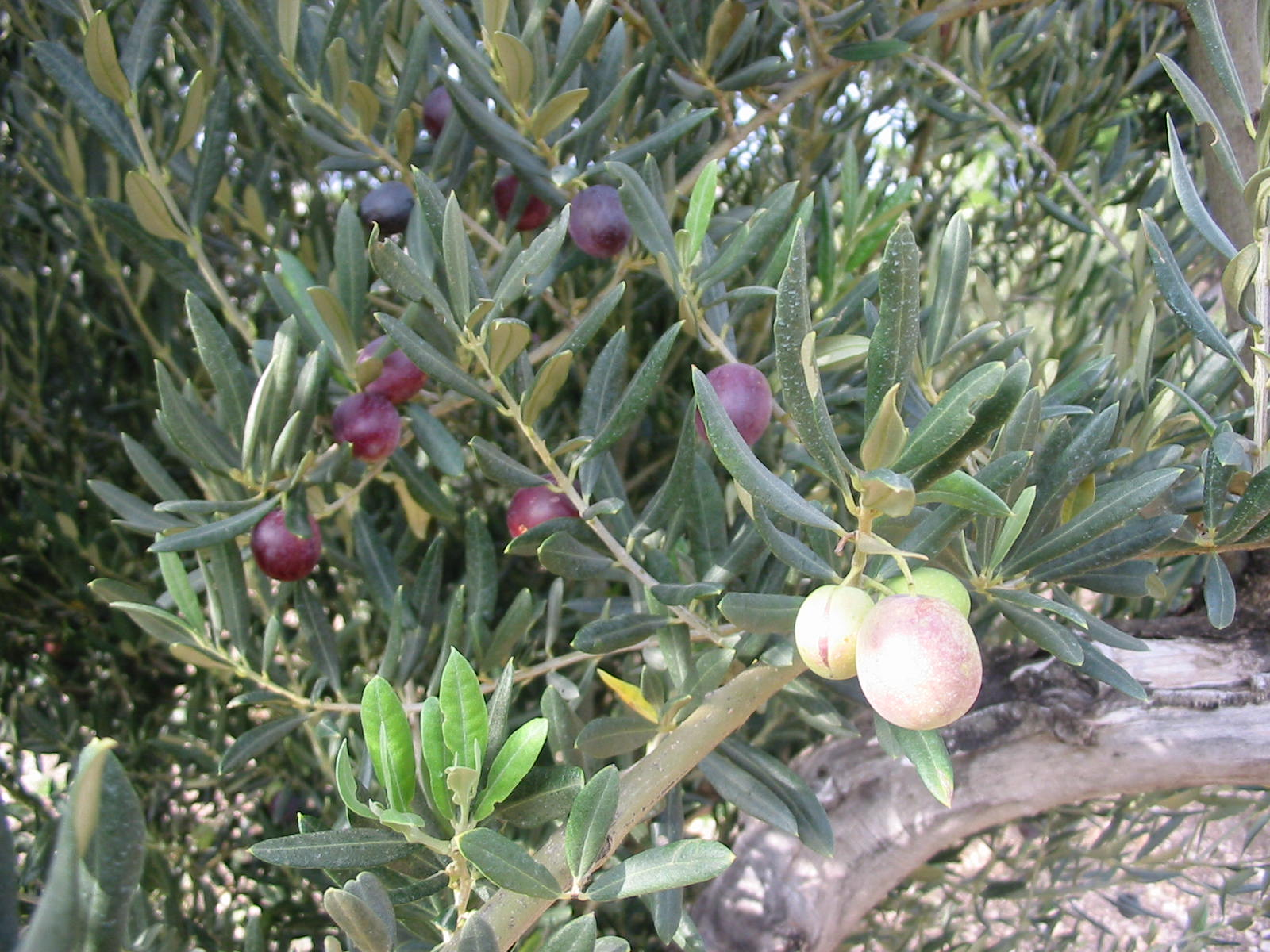
La variété salonenque sur un olivier de Mouriès.

L'olive de la vallée des Baux-de-Provence bénéficie de deux AOC, la première concerne l'olive cassée, la seconde l'olive noire. Leur zone de production s'étend sur les communes d'Arles, Aureille, Les Baux-de-Provence, Eygalières, Eyguières, Fontvieille, Lamanon, Maussanne-les-Alpilles, Mouriès, Paradou, Saint-Martin-de-Crau, Orgon, Saint-Étienne-du-Grès, Saint-Rémy-de-Provence, Sénas et Tarascon,.
Pour l'olive cassée sont uniquement retenues les variétés salonenque et beruguette qui doivent être différenciées à la commercialisation.
Quant à l'olive noire, sa seule variété admise est la grossane, qui doit être récoltée directement sur l’olivier. Son calibre doit permettre de comptabiliser 35 fruits maximum à l’hectogramme.

## Céréales

### Riz de Camargue

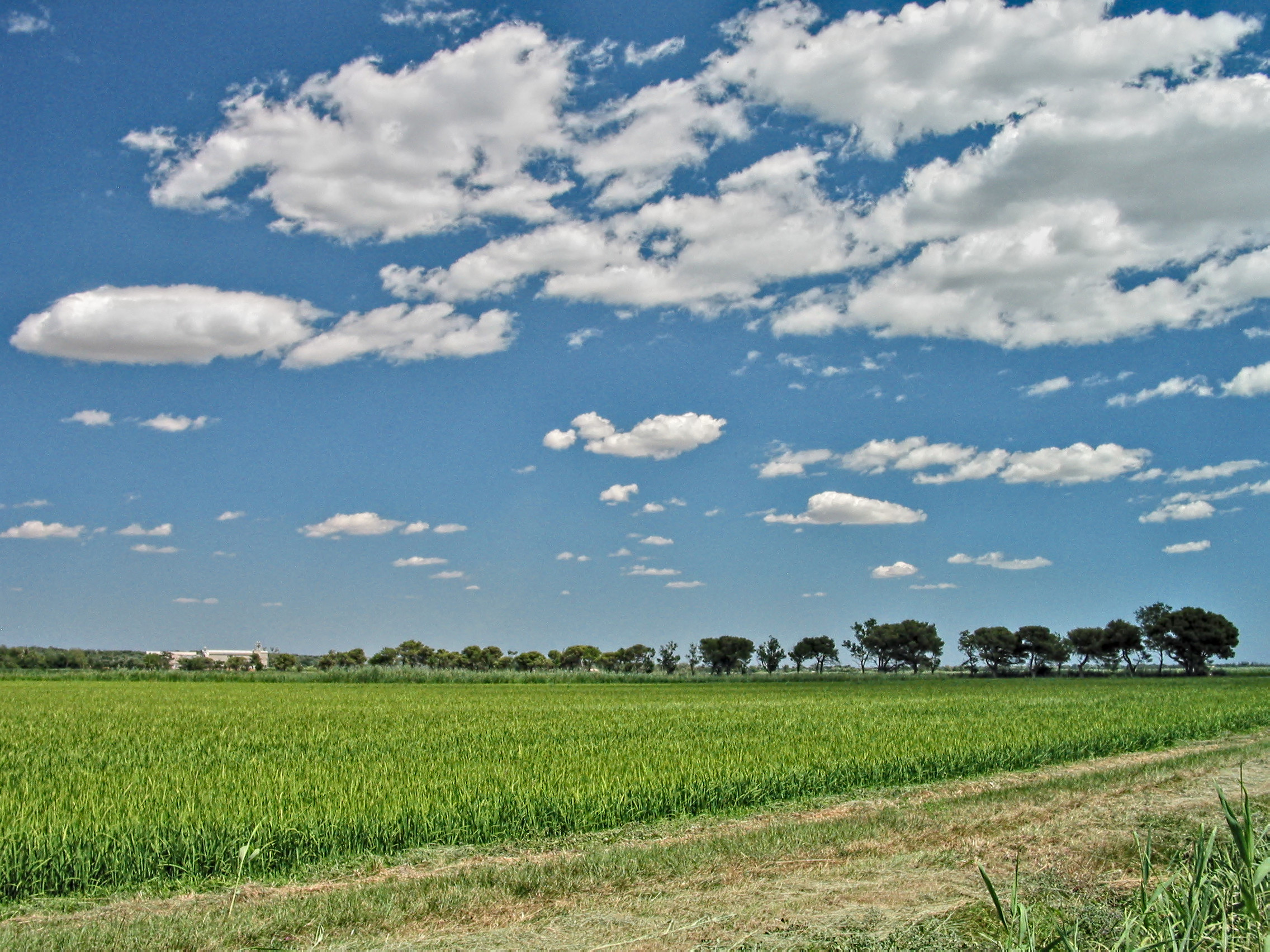
Rizière en Camargue.

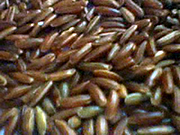
Riz rouge complet de Camargue.

Dès le XIIIe siècle, les rizières s'installent en Provence et principalement en Camargue. Henri IV y développe la culture du riz dès la fin du XVIe siècle, ainsi que celle de la canne à sucre et de la garance. L'endiguement du Rhône permet l'apport massif d'eau douce à la fin du XIXe siècle et donne un nouvel essor à cette culture. Dans les années 1940, lors de la Seconde Guerre mondiale, le riz camarguais devient un élément essentiel de la nourriture, le trafic maritime avec les colonies étant coupé. Puis le plan Marshall finance d'importantes infrastructures hydrauliques qui permettent une riziculture intensive. L'eau est pompée dans le Rhône puis envoyée dans de grands canaux vers quelques propriétés qui partagent les frais d'entretien. Elle est ensuite distribuée aux rizières par d'innombrables petits canaux, les porteaux[réf. nécessaire].
Le riz rouge de Camargue est un riz complet dont le péricarde est teinté par mutation naturelle d'un rouge foncé. Lorsqu’il est cultivé de façon biologique, sa récolte se fait à pleine maturité pour que son goût subtil et sa texture particulière soient totalement préservés. Il est de plus séché naturellement sous les effets conjugués du soleil et du mistral.
Le riz en Camargue, qui est majoritairement un riz long, bénéficie d'une indication géographique protégée par l'INAO. En 2003, 11 200 hectares étaient consacrés à cette culture sur la commune d'Arles. La production, qui oscille autour de 120 000 tonnes par an, représente le 1/20e de celle de l'Europe. Elle est passée de 250 hectares en 1940 à 2 000 hectares en 1947, puis à 20 000 hectares en 1951. Actuellement, la riziculture se développe grâce à une nouvelle usine installée par Sud Céréales en 2005.

## Viandes

### Broufade
La broufade ou broufado en provençal, est un mets spécifique aux mariniers du Rhône d'Arles. C'est un ragoût de bœuf, longuement mijoté — entre trois et quatre heures — dans la garniture duquel entrent anchois, ail, oignons, câpres et huile d'olive. Il est traditionnellement accompagné de pommes de terre, de carottes, de tomates et de riz.

### Gigot pascal

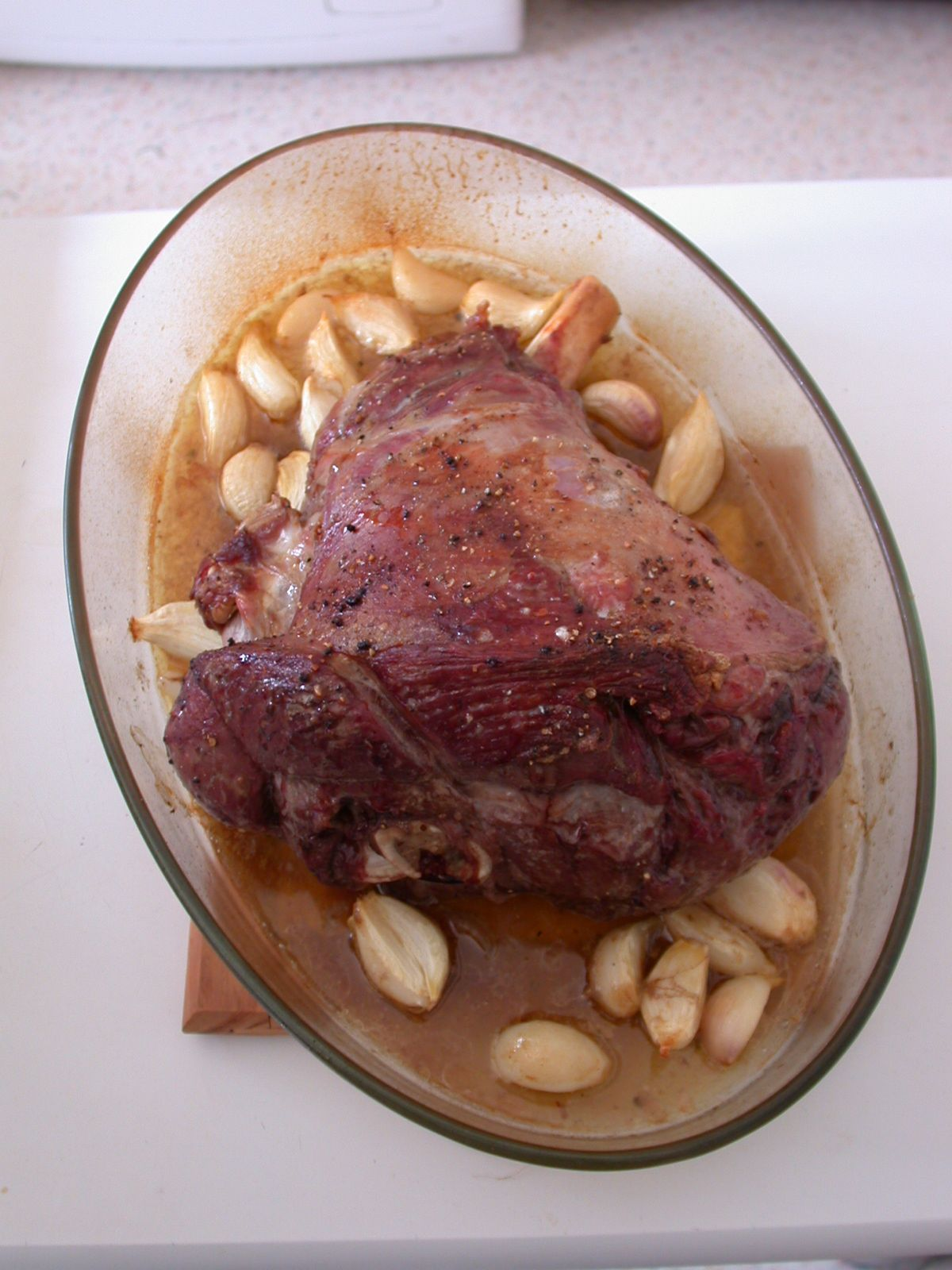
Gigot d'agneau cuit à l'ail.

Le gigot pascal est un mets du temps de Pâques, à base d'agneau ou de chevreau. Il est dénommé menoun en Provence. Dans les vallées alpines de l'Ubaye, du Queyras, de la Vésubie, du Champsaur et du Valgaudemar, il est cuisiné avec des choux, carottes et pommes de terre. Dans la vallée du Buech, il devient une sorte de blanquette servie avec une salade des champs. En Basse-Provence, l'agneau peut être accommodé à l'ail, au romarin, au miel ou au citron, suivant les terroirs,. Le gigot d'agneau des Alpilles est cuit à l'huile d'olive avec des gousses d’ail, du thym, du romarin et de la sarriette. Dans toutes les autres régions alpines et préalpines provençales, il est remplacé par un chevreau de lait accompagné de poivrons rouges.
Lors du passage de la mer Rouge, chaque famille du peuple hébreu avait sacrifié un agneau avant de traverser. Cette célébration était très ancrée chez les juifs comtadins de Carpentras, Cavaillon, L'Isle-sur-la-Sorgue et Avignon qui se faisaient un devoir, quand ils étaient éloignés, de revenir dans leurs carrières d'origine pour manger l'agneau pascal.

### Daube provençale
La daube provençale est une spécialité culinaire cuisinée à base de viande de bœuf ou de taureau et de vin rouge. L'origine du mot dérive sans doute du provençal adobar (adoubà dans la graphie félibréenne propre aux auteurs de langue provençale moderne) qui signifie « préparer, arranger ». La daube est généralement servie avec des pâtes ou de la purée de pommes de terre. Elle est accompagnée de vin rouge, si possible identique à celui utilisé pour la marinade.

### Escargots à la provençale

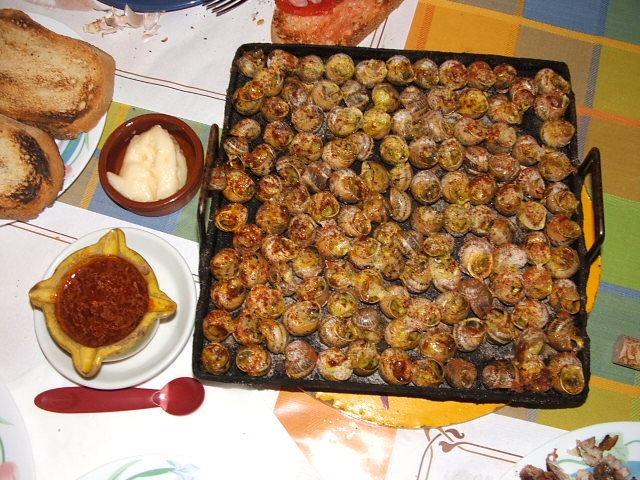
Escargots à la provençale.

Les escargots à la provençale sont un des mets les plus traditionnels de la Provence. Ce sont des mourguetes ou petits gris de Bourgogne, qui se consomment accompagnés d'un aïoli ou d'une sauce tomate faite maison.
Les fouilles archéologiques ont montré que la consommation des escargots est attestée depuis au moins -8500 ans. C'est ce qu'a prouvé Max Escalon de Fonton dans la vallée de l'Huveaune. Sur le site du Serre 1, à Roynac, dans la vallée de la Valdaine, furent trouvées en quantité des coquilles d'escargot de Bourgogne. Leur consommation s'est étendue du Néolithique cardial, naissance de l'agriculture, au bronze final, constitution de l'habitat groupé.
Fernand Benoit a souligné que ce type d'escargot était très abondant pendant la période des moissons donc lié aux pratiques agricoles. Ces petits gris sont d'ailleurs baptisés, en provençal, cacalaus meissounenco. Ils passaient pour rendre les enfants « gras et poupinez ».
Au cours des moissons, ces escargots étaient consommés sur place à la mi-journée accompagnés d'un aïoli. Le soir, à table, ils se mangeaient avec une sauce tomate dans laquelle entrait de l'huile d'olive, du vin blanc, des oignons et de la chair à saucisse. La recette actuelle n'a pas varié.

### Fricot des barques
Le fricot des barques, mets spécifique aux mariniers du Rhône d'Arles, est une variante de la broufado. C'est un ragoût de bœuf, longuement mijoté — entre trois et quatre heures dans un toupin — dans la garniture duquel entrent anchois, ail, oignons et huile d'olive. La différence essentielle avec la brouffade est l'absence de câpres. Le fricot est traditionnellement accompagné de pommes de terre, de carottes et de tomates. C'est aujourd'hui un mets dominical pour les Arlésiens et il se trouve inscrit sur la carte des restaurants.

### Gardianne
La gardiano est une spécialité d'Arles et de la Camargue. C'est un ragoût de taureau de Camargue, aromatisé au thym et à la sauge, qui est longuement mijoté avec des pommes de terre dans l'huile d'olive.

### Pieds paquets

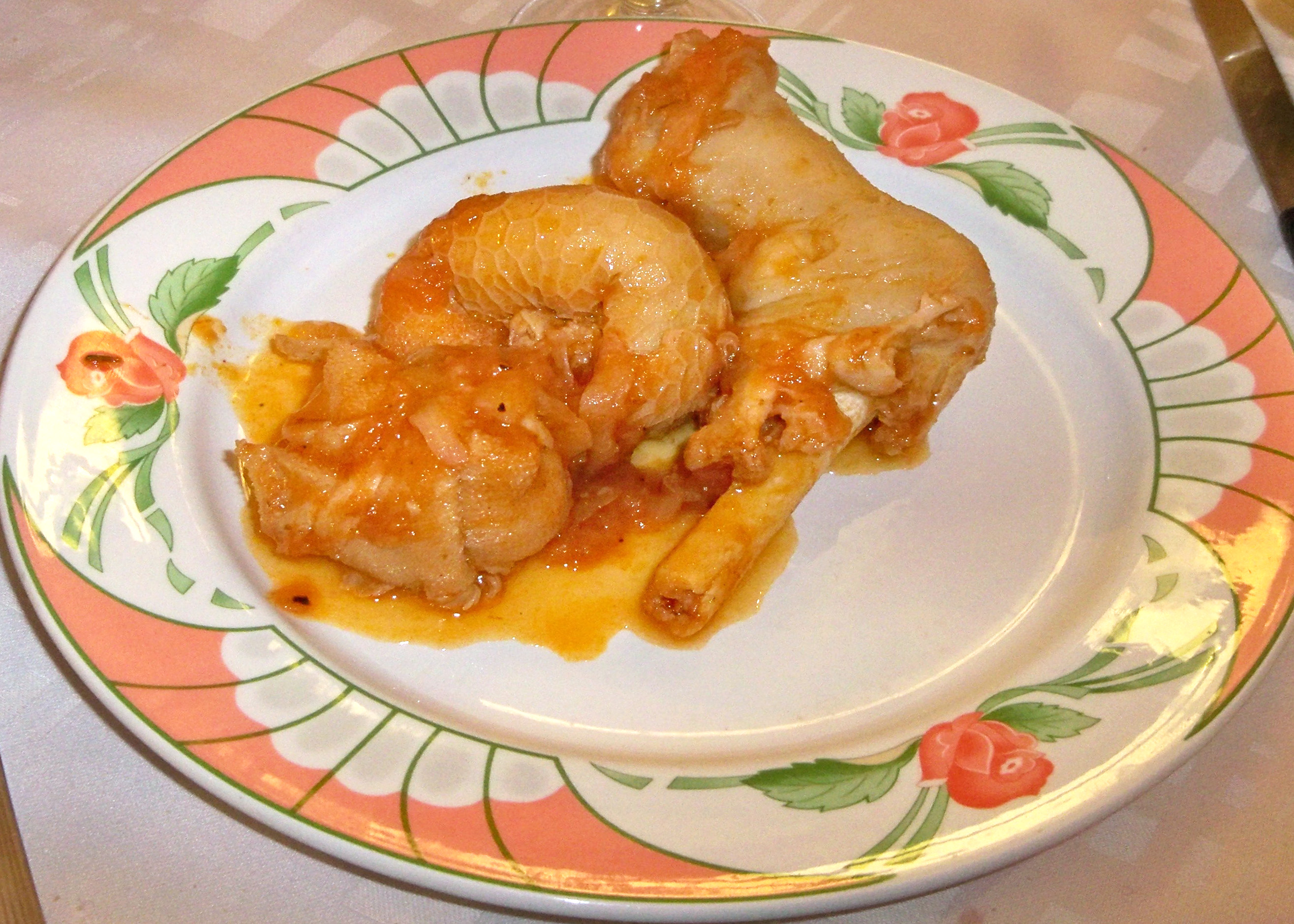
Pieds paquets de Sisteron.

Les pieds paquets ou « pieds et paquets » sont une spécialité commune à Marseille et à Sisteron. Dans la Provence méridionale, elle se cuisine aussi à Auriol, Cabannes et Miramas, communes des Bouches-du-Rhône. Elle est aussi appréciée dans le Var, à Fayence, Les Arcs et Grimaud.
C'est un mets composé d'abats de mouton (tripes et pieds) mijotés dans une sauce au vin blanc et à la tomate. Les tripes sont découpées et roulées en forme de paquets pour être farcis de persil, ail et poivre. Préparés sans sauce tomate, les pieds et paquets peuvent être dégustés en vinaigrette, ce sont les tripo à la reboulado.

### Taureau de Camargue

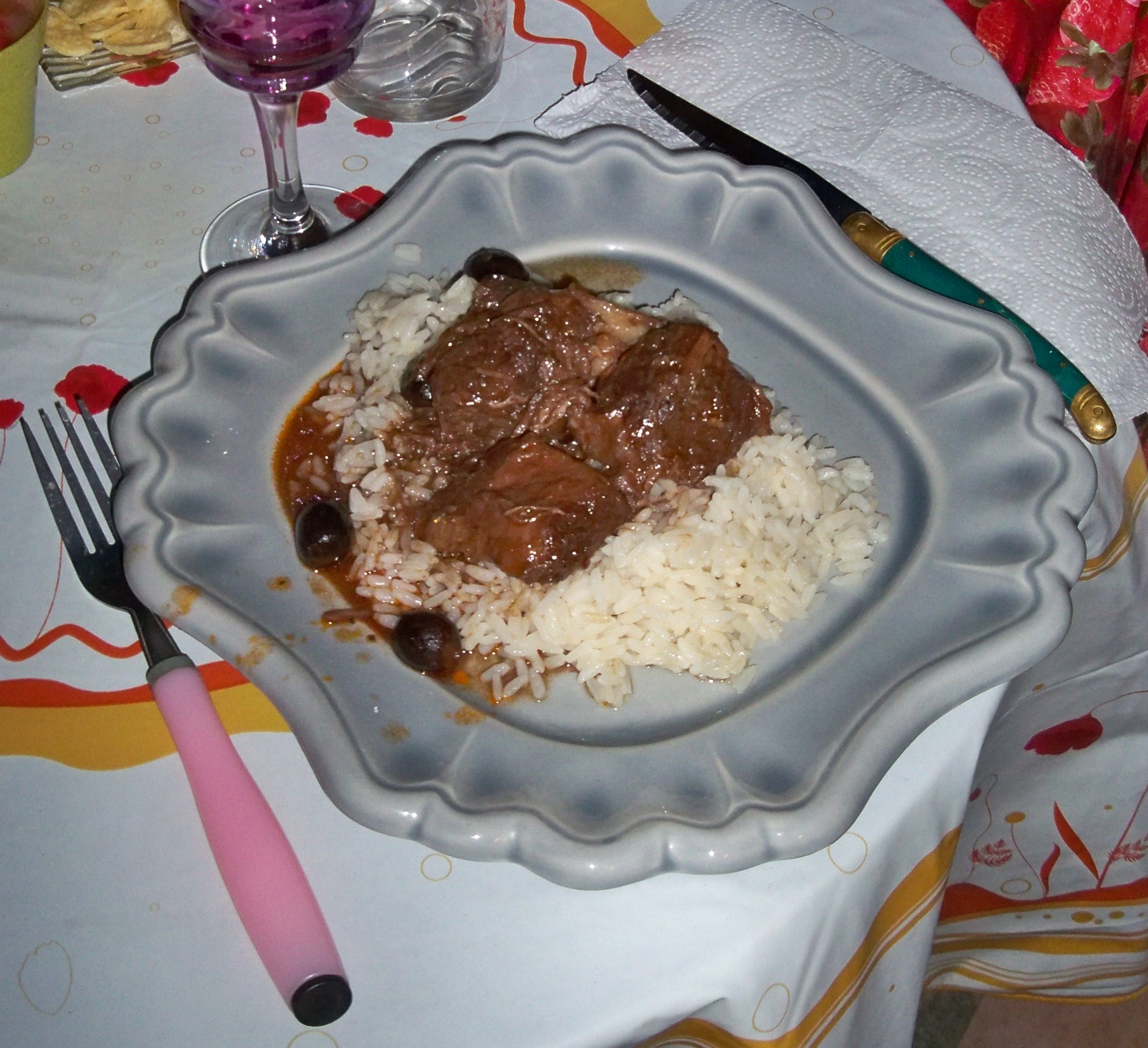
Gardiane de taureau.

Le taureau de Camargue, ou raço de biou, est une AOC bouchère française depuis le décret du 8 décembre 1996. L'élevage se fait en liberté, avec une charge inférieure à une UGB (unité gros bétail) pour 1,5 hectare. Les animaux se nourrissent seuls dans la partie humide (inondable) du delta du Rhône entre avril et novembre. En hiver, ils sont déplacés dans une zone périphérique non inondable et un complément alimentaire, composé de fourrage et de céréales issus de l'aire d'appellation, peut être donné si nécessaire. L'abattage et la découpe doivent se faire dans la zone de production ; la découpe pour la vente au détail peut se faire hors aire. Les génisses de moins de trente mois doivent avoir un poids de carcasse supérieur à 85 kilogrammes. Pour les animaux plus âgés, la carcasse doit peser au moins 100 kilogrammes. Les carcasses sont identifiées par un tampon. La viande se caractérise par un taux faible de graisse et une couleur rouge soutenue. Savoureuse et parfumée, elle présente des caractéristiques voisines de celle du gibier. Les vaches de réforme, les génisses et les taurillons non retenus pour les courses camarguaises sont seuls vendus pour la boucherie ; tous les animaux ayant participé à des jeux taurins sont exclus.

### Tripes à la provençale
Les tripes à la provençale sont un mets spécifique à la Provence où il est consommé de septembre à juin. Outre le gras-double de bœuf et une bouteille de vin blanc sec, il faut une cuillère à soupe d’huile d’olive, du lard de poitrine, une cuillère à soupe de farine, un oignon, une carotte, un bouquet garni, des clous de girofle, une gousse d'ail, du concentré de tomate, un verre à liqueur d'eau-de-vie de marc de Provence, du sel et du poivre du moulin.

## Poissons

### Aïoli garni

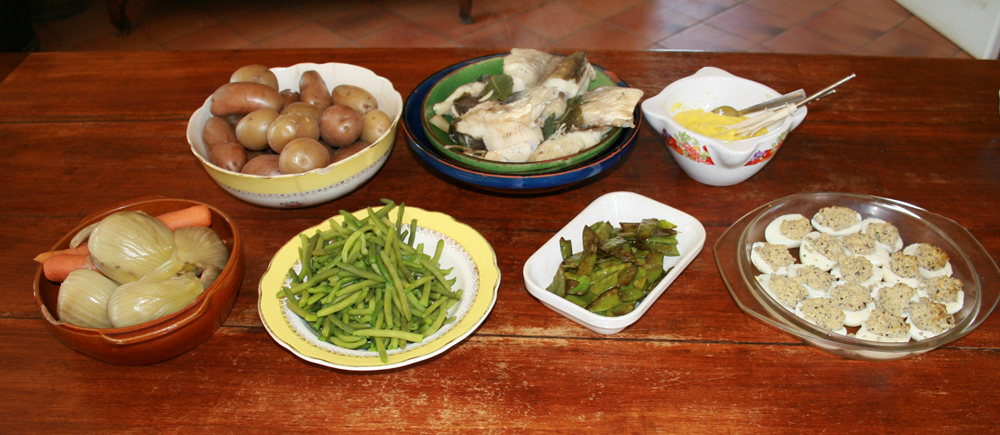
Aïoli garni.

L'aïoli garni est un plat traditionnel provençal à base de morue et de légumes bouillis accompagnés d'une sauce à l'huile d'olive et à l'ail dont il tire son nom, l'aïoli. Comme pour la sauce du même nom, il existe de nombreuses variantes notamment en ce qui concerne les légumes accompagnant la morue. Dans Marius et Jeannette, les personnages imaginés par Robert Guédiguian dissertent longuement sur la « vraie » recette de l'aïoli. Les légumes que l'on retrouve le plus souvent sont les carottes, les pommes de terre, les haricots verts, les oignons et les artichauts.

### Catigot d'anguilles
Le catigot d'anguilles est un ragoût provençal qui est préparé en faisant cuire des gousses d'ail, un morceau d'écorce d'orange séchée et de piment rouge, un bouquet garni, mouillé de vin rouge et assaisonné de sel, de poivre et de trois cuillères à soupe d'huile d'olive.
Dans son livre Mes origines, au chapitre XVIII, intitulé « La ribote de Trinquetaille », Frédéric Mistral narre un repas inoubliable où apparut sur la table le seul catigot d'anguille. « Puis, arriva le catigot, où le bâton d'un pâtre se serait tenu droit — salé comme mer, poivré comme diable… » Il partagea ce repas avec Alphonse Daudet qui, quelques années plus tard, lui écrivait le 31 décembre 1870 de Paris assiégé : « Il fait froid, il fait noir ; nous mangeons du cheval, du chat, du chameau, de l'hippopotame (ah ! si nous avions les bons oignons, le catigot et la cachat de la ribote de Trinquetaille !) »

### Moules à la provençale

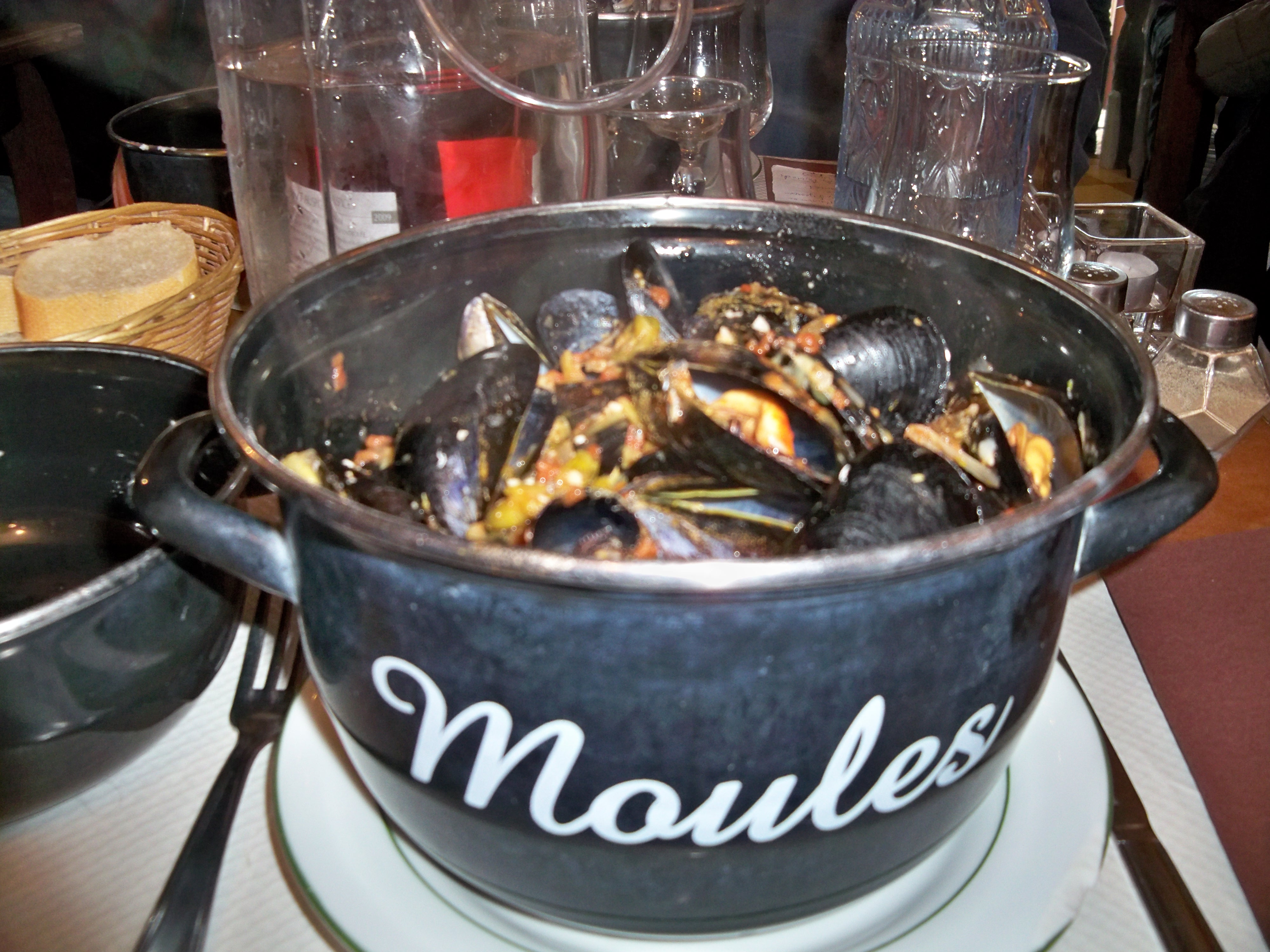
Moules à la provençale.

Les moules à la provençale sont un mets traditionnel de la Provence qui doit son nom à son accompagnement à base de tomates, huile d'olive, vin blanc, gousses d'ail, basilic et persil. Leur renommée est bien établie au cours du XVIIIe siècle et la recette en est même affinée pour les palais des gastronomes parisiens qui, en 1750, suivent les conseils de François-Alexandre Aubert de La Chesnaye des Bois proposant des moules à la provençale au champagne. Un siècle plus tard, le Dictionnaire général de la cuisine française ancienne et moderne en donna une recette aussi sophistiquée dans laquelle entraient des truffes.

### Oursinade

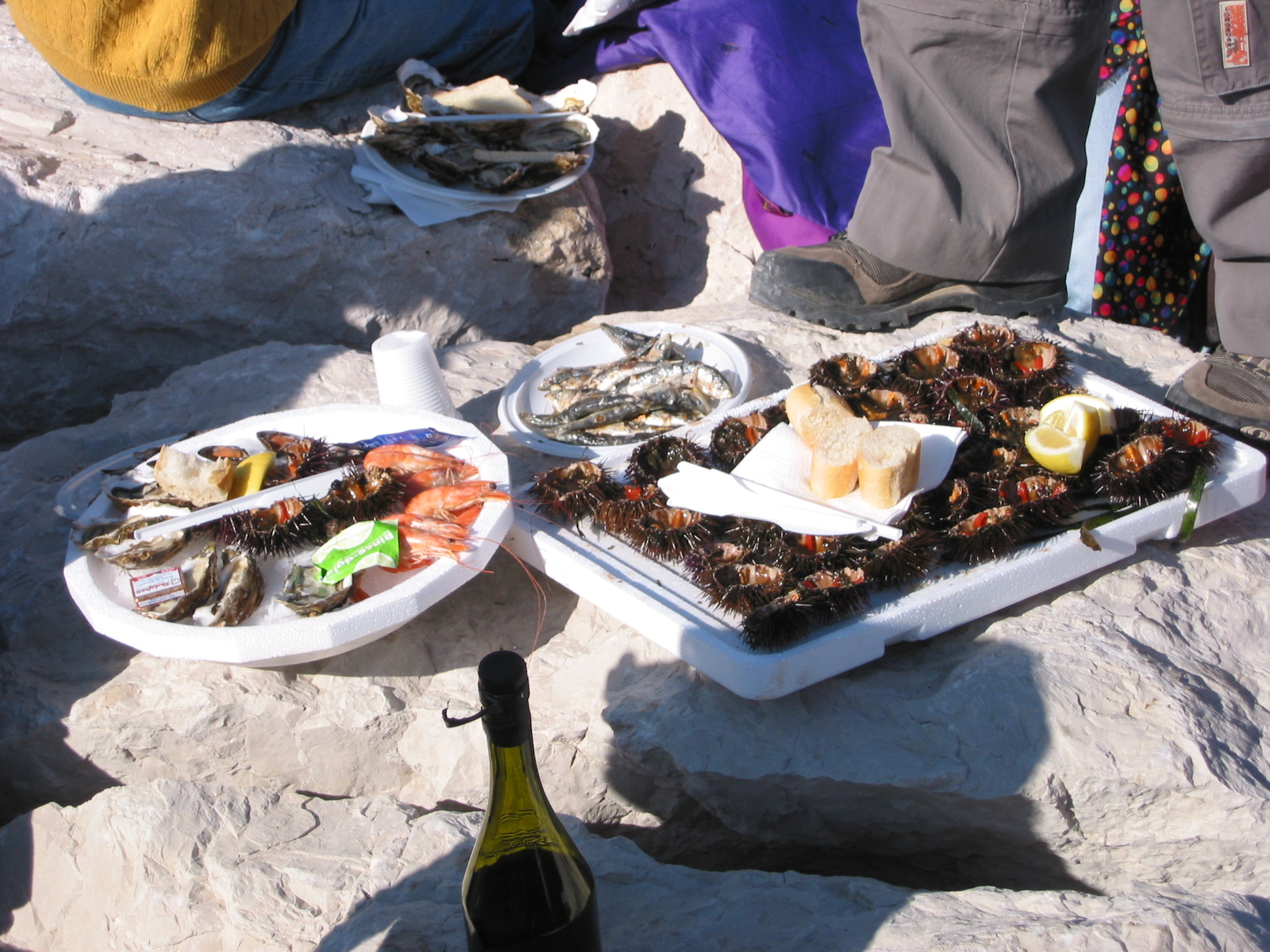
Oursinade à Carry-le-Rouet.

Une oursinade (de l'occitan orsinada) désigne à la fois une sauce à base de corail d'oursins qui accompagne généralement un plat de poisson et une dégustation d'oursins. Comme le rappelle Paul Arène, c'était, à l'origine, le premier repas des pêcheurs provençaux. « L'oursin se mange sur le rivage, en écoutant battre le flot. À six heures du matin, quand le soleil chasse la brume, pourvu que j'ai du bon pain tendre, une bouteille de clairet, je viens à bout de mes six douzaines. »

### Poupeton
Le poupeton (poupetoun en provençal) est l'art d'accompagner les restes d'une bouillabaisse. Les poissons, auxquels ont été retirés peaux, arêtes et têtes, sont mélangés à du pain rassis trempé dans du lait. Le tout est haché menu battu avec du jaune d'œuf et monté avec des blancs en neige. La cuisson se fait dans un moule à soufflé pendant 20 à 30 minutes dans un four chaud au bain-marie.

### Poutargue de Martigues
La poutargue de Martigues, surnommée le caviar de Martigues, est un mets de luxe préparé à partir d'œufs séchés de muge, nom provençal du mulet. Cette préparation est connue depuis au moins de XVIIIe siècle. Une muge femelle d'un kilogramme donne 150 grammes d'œufs qui, apprêtés, fournissent 120 grammes de poutargue. La production est d'environ 50 kilogrammes par an. Une seule entreprise, Le Pêcheur de Carro, située à Port-de-Bouc depuis 1976, entretient ce marché.

### Raïto de morue
Ce plat de morue, dit aussi morue en raïto, est une très ancienne recette provençale, que certains n'hésitent pas à dater de l'époque de la fondation de Massalia. C'est un mets servi lors du gros souper.
Il nécessite des filets de morue dessalés pendant plus d'une demi-journée et cuits dans un bouillon avec un bouquet garni. La raïto, dite aussi réito, raite ou rayte, est une sauce composée d'oignons émincés, de farine, d'huile d'olive, d'ail et de tomates, mouillée au vin rouge.

### Sardinade

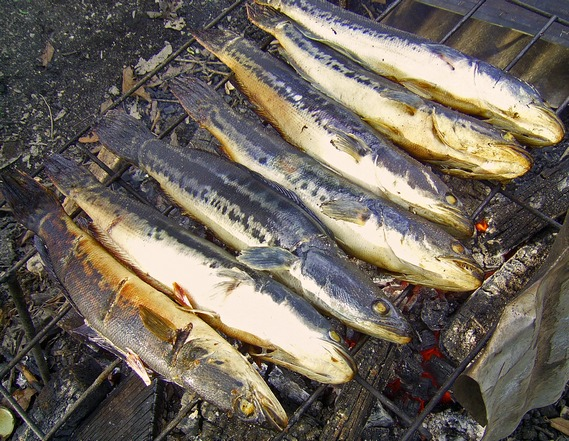
Sardines sur le gril.

La sardinade est une recette de cuisine méditerranéenne et festive qui se pratique surtout dans le sud de la France. C'est un mets qui se prépare généralement sur les bords de la Méditerranée, puisque les sardines doivent être très fraîches, pêchées le jour ou la veille. Elles se cuisent entières sur un grill placé au-dessus des braises, sans être vidées et sans avoir coupé les têtes. Elles sont simplement arrosées d'un filet d'huile d'olive et saupoudrées de fleur de thym ou d'herbes de Provence.

## Sauces

### Anchoïade
Une anchoïade désigne un mets traditionnel, sa sauce, ou l'ensemble du repas construit autour de cette fondue méridionale. La sauce est composée d'anchois, d'olives noires, d'huile d'olive et d'ail. Le mets, lui, consiste en des crudités de saison accompagnées de cette sauce.

### Aioli

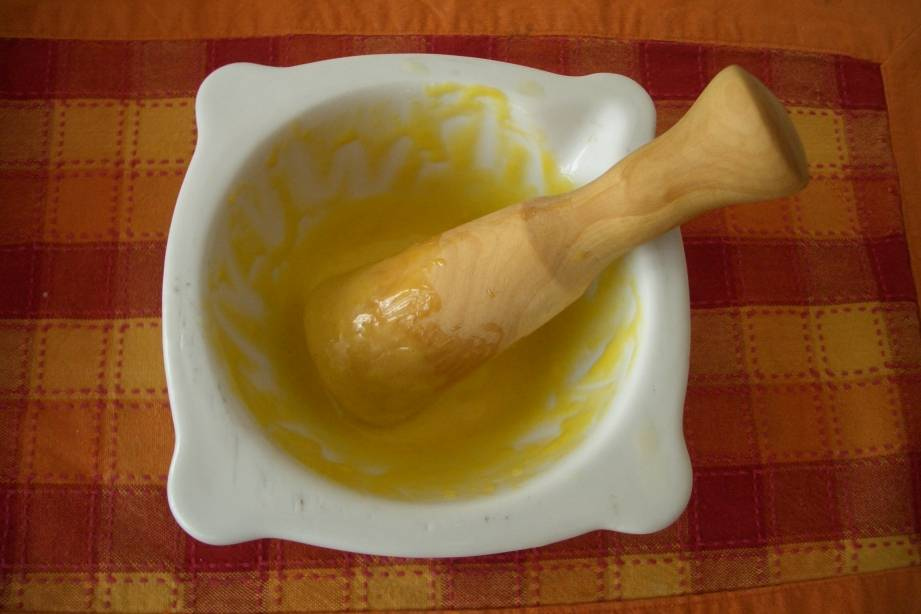
Aïoli composé d'ail, de sel, de jaune d'œuf et d'huile d'olive.

L'aïoli provençal (alhòli [aˈjɔli]) est la composante essentielle et éponyme de l'aïoli garni, plat traditionnel à base de morue et de légumes bouillis. Comme la mayonnaise, l'aïoli est une émulsion, un mélange de deux substances liquides non miscibles. Il faut donc nécessairement faire intervenir un liquide autre que l'huile pour que l'aïoli prenne. Dans la version traditionnelle, conforme à l'étymologie, la sauce est uniquement composée d’alh (ail) et d’òli (huile d'olive). C'est alors le jus de l'ail qui joue le rôle de deuxième liquide. La difficulté de faire prendre un mélange composé uniquement d'huile et d'ail a amené la plupart des cuisiniers à ajouter un autre liquide pour faciliter la prise de l'émulsion, le plus souvent du jaune d'œuf ou du jus de citron ; les puristes considèrent qu'il s'agit alors d'une mayonnaise à l'ail. Ils excluent également l'utilisation d'autres éléments moins nobles tels que le lait, la mie de pain ou les pommes de terre, censés faciliter la prise de la sauce.

### Raïto
La raïto est une sauce provençale aux tomates, au vin rouge, aux olives et aux câpres. C'était une composante d'un des mets servi lors du traditionnel gros souper, la veille de Noël, la merlusso à la raïto. Outre la morue, cette sauce était servie essentiellement avec du poisson. À Martigues et en pays d'Arles, la raïto accompagnait le muge. Sa composition a beaucoup évolué depuis le XIXe siècle. Jean-Baptiste Reboul donne la recette de la raïto pour la morue à la provençale telle qu'elle était réalisée dans le courant des années 1890. Elle était composée essentiellement d'oignons mis à roussir dans l'huile d'olive. Il y rajoutait ensuite du vin rouge coupé d'eau, de l'ail, du persil, du thym, du laurier, des câpres, du sel et du poivre. C'est seulement en fin de cuisson qu'il conseillait de mettre une seule cuillère de sauce tomate. La composition de cette sauce nécessite actuellement tomates, oignons, gousses d'ail, olives noires, câpres, huile d'olive, vin rouge corsé, clous de girofle, thym, romarin, estragon, persil, sel et poivre.

### Rouille

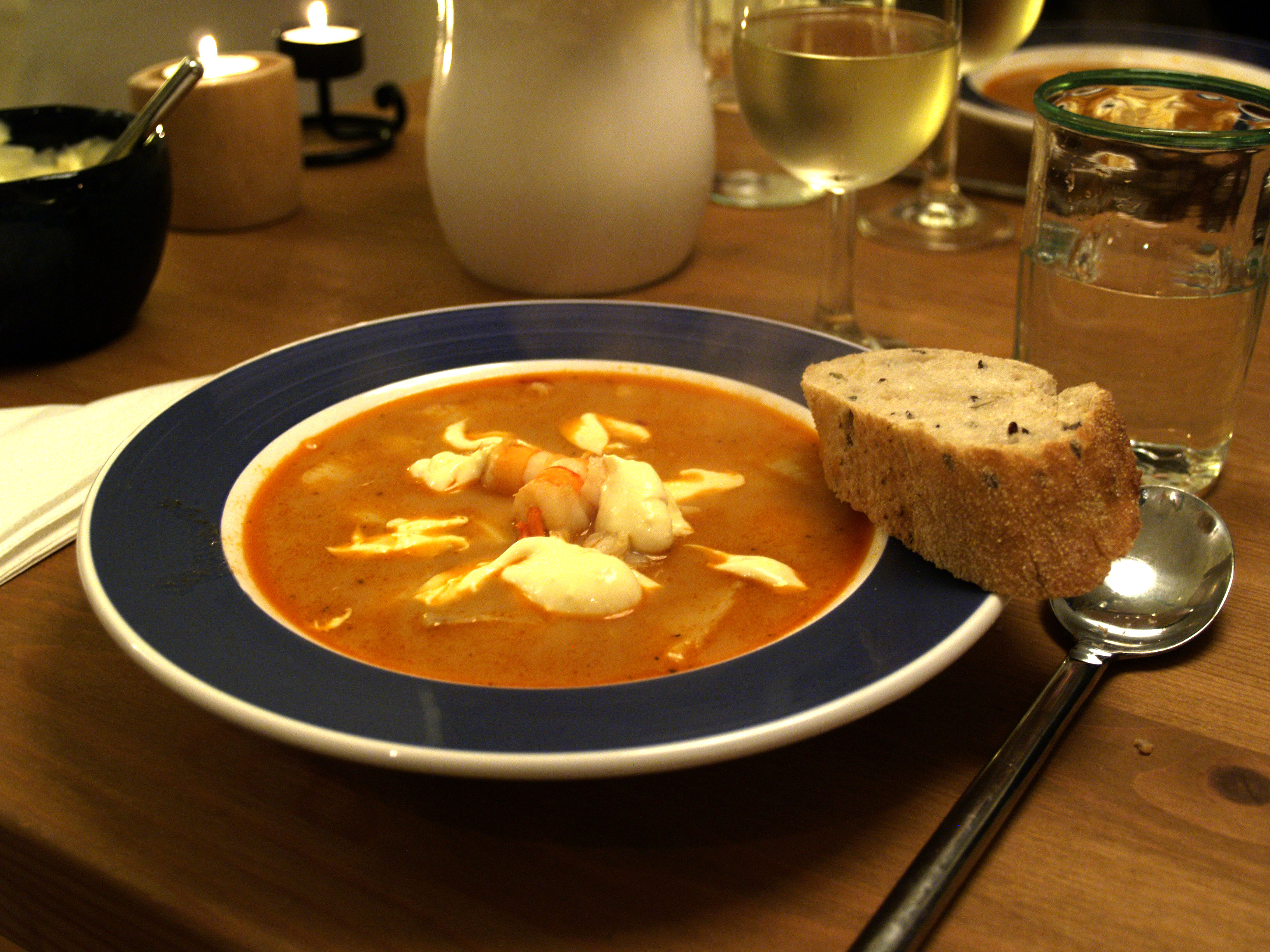
Bouillabaisse avec rouille.

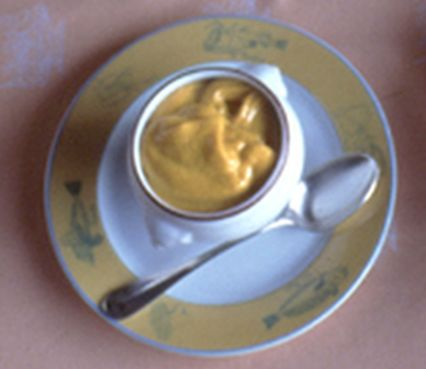
Rouille.

La rouille (rouïo en provençal) est une sauce provençale épicée et relevée qui est habituellement servie avec la soupe de poisson ou la bouillabaisse. Elle est composée de foie de lotte, de piments rouges, de pomme de terre ou mie de pain, de tomate ainsi que d'un peu d'ail et d'huile d'olive, le tout broyé au pilon et au mortier, agrémenté d'un peu de fumet du plat de poisson. Il peut y être ajouté éventuellement un œuf.

## Desserts

### Biscotin d'Aix
Ce biscuit typique de la gastronomie aixoise est une petite sphère de pâte sablée parfumée à la fleur d'oranger. Il a la taille d'une noisette et pèse environ 5 grammes. Dans sa composition entrent farine de blé, eau et sucre. Sa fabrication est attestée depuis 1740 à Aix-en-Provence. Le « biscotin moderne » est une nouvelle recette qui inclut du sel et ajoute une noisette par biscuit.

### Chanteclair
Le chanteclair est un gâteau à base de meringue, de crème chantilly glacée, parfumée de praline et de moka. Cette spécialité pâtissière de Toulon a la particularité d'être décorée d'un coq.

### Chichi frégi
Le chichi frégi est l'appellation provençale du chichi sur la côte méditerranéenne. Généralement parfumé à l'huile d'olive et à la fleur d'oranger, il fait l'objet de nombreuses recettes. Le chichi frégi se consomme dans la rue en particulier à Toulon et à Marseille (village de L'Estaque), où chaque commerçant aime à s'en attribuer l'origine. On le trouve aussi sur les plages, les foires et les fêtes foraines.

### Croquant
Le croquant est un biscuit sec, souvent aux amandes, fabriqué majoritairement dans la moitié sud de la France. On trouve de nombreuses variétés de croquants : le croquant de Cordes, le croquant de Saint-Paul-de-Fenouillet, le croquant de Nîmes, le croquant de Marseille (appelé aussi casse-dents), le croquant de Provence (amandes et miel), le croquant de Loudun, le croquant de Bordeaux, le croquant de Carpentras (amandes et olives), le croquant de Saint-Étienne-de-Chomeil, le croquant de Mende, le croquant du Périgord.

### Gâteau des rois

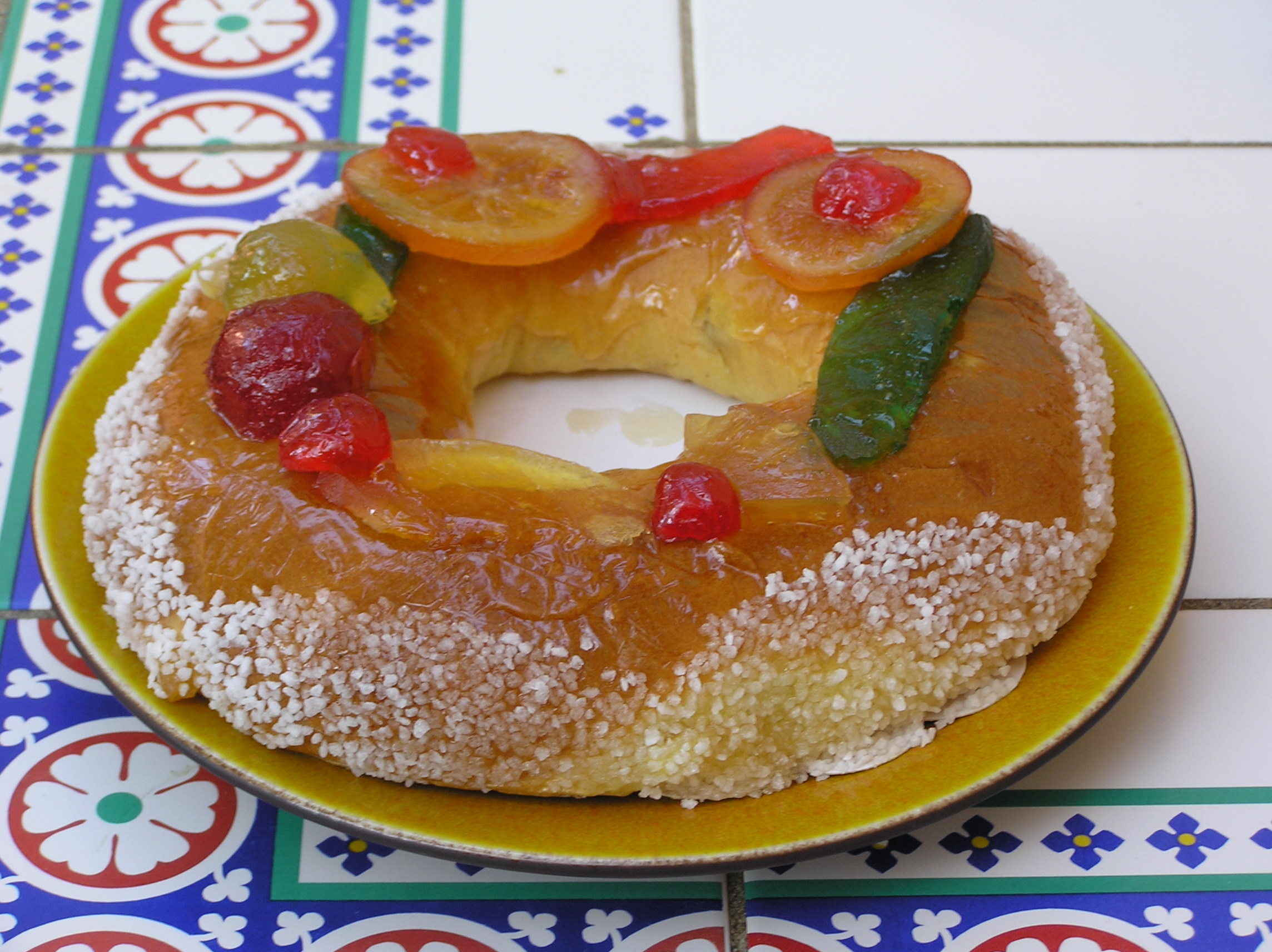
Gâteau des Rois.

Le gâteau des Rois est une brioche de forme torique (en forme de bouée) parfumée à l'essence de fleur d'oranger recouverte de sucre et de fruits confits d'Apt ; c'est la version du sud de la France, surtout en Provence et Languedoc de la galette des Rois pour célébrer l'Épiphanie. Comme pour les autres galettes, il existe la même tradition, celle de tirer les Rois. Le plus jeune de l'assemblée ferme les yeux ou se place sous la table et on lui désigne chaque part de gâteau afin qu'il l'attribue à un convive. Il y a deux fèves dans le gâteau : le sujet, en porcelaine, qui représente traditionnellement un personnage de la crèche, et la fève proprement dite. Celui qui tire le sujet est désigné roi ou reine et doit choisir, selon le cas sa reine ou son roi, tandis que celui qui tire la fève doit payer le prochain gâteau.

### Gibassié
Le gibassié ou gibassier est le nom provençal d’une galette à l'huile d’olive légèrement fruitée. C'est une sorte de pompe à l'huile un peu rassise, donc un peu moins souple. Selon Le Trésor du félibrige, la différence entre les deux vient du fait que la pompe serait une galette, un gâteau de Noël, à pâte briochée, et le gibassié un gâteau plus croquant, un « craquelin », à pâte sablée.

### Navette de Marseille

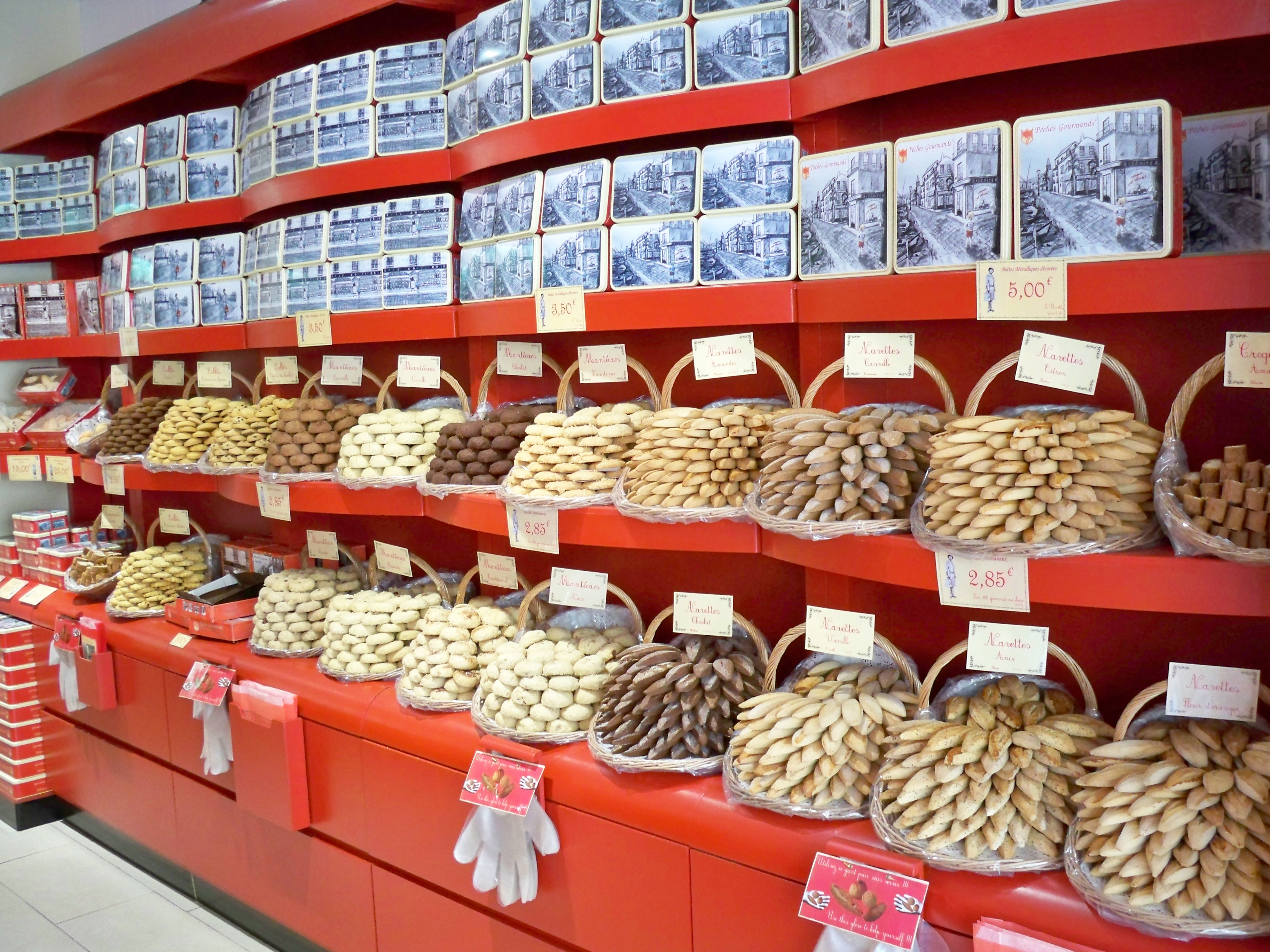
Des navettes de Marseille sur un présentoir dans une boutique.

La navette de Marseille est une pâtisserie provençale généralement préparée pour la Chandeleur à la place des crêpes à Marseille. La légende veut y voir la forme d'une barque. L'origine de ce biscuit est associée aux fêtes de la Chandeleur célébrées en l'abbaye Saint-Victor toute proche. Vers la fin du XIIIe siècle, une statue d'une Vierge s'échoua vers les bords du Lacydon. Elle était en bois polychrome, sa robe verte était salie, meurtrie par la patine. Elle portait une couronne d'or. Il n'en fallut pas plus pour que le petit peuple des artisans marseillais voie là une marque du destin et un signe de protection. Elle fut, selon les uns, Notre-Dame du Feu nouveau, selon les autres, la Vierge Protectrice des Gens de mer. Certains disent aussi que la navette symbolise la barque qui amena les Saintes Maries sur la côtes de Provence. Pour rappeler cette histoire, le sieur Aveyrous, fondateur du four des Navettes en 1781, eut l'idée de donner à son biscuit la forme d'une barquette. Traditionnellement parfumée à la fleur d'oranger, la navette est aujourd'hui parfumée avec toutes sortes d'épices.

### Navette provençale

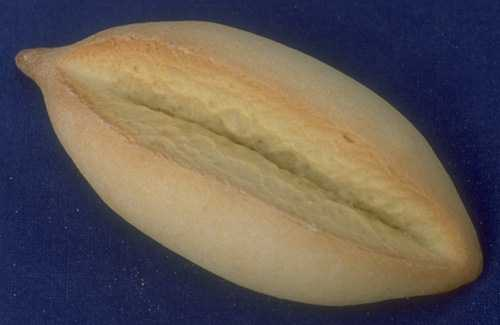
Navette provençale.

La navette provençale est une pâtisserie préparée pour les fêtes de la Chandeleur. Sa forme symboliserait la barque qui amena les Saintes sur la côte de Provence.
Elles étaient achetées par douzaine pour correspondre aux douze mois de l'année. Ces biscuits, censés porter chance pour qui se les procurait, devenaient des talismans contre la foudre et le feu quand dans la même maison se trouvaient des cierges (chandelles) dont la flamme protégeait mas et bergeries lors des orages. Il existe en Provence trois sortes de navettes. La navette classique qui est parfumée à la fleur d'oranger, la navette de Marseille, nature ou avec fleur d'oranger, la navette provençale, plus tendre mais qui se conserve moins longtemps. Elle est faite à base de farine, sucre, beurre, œufs et zeste de citron.

### Oreillette

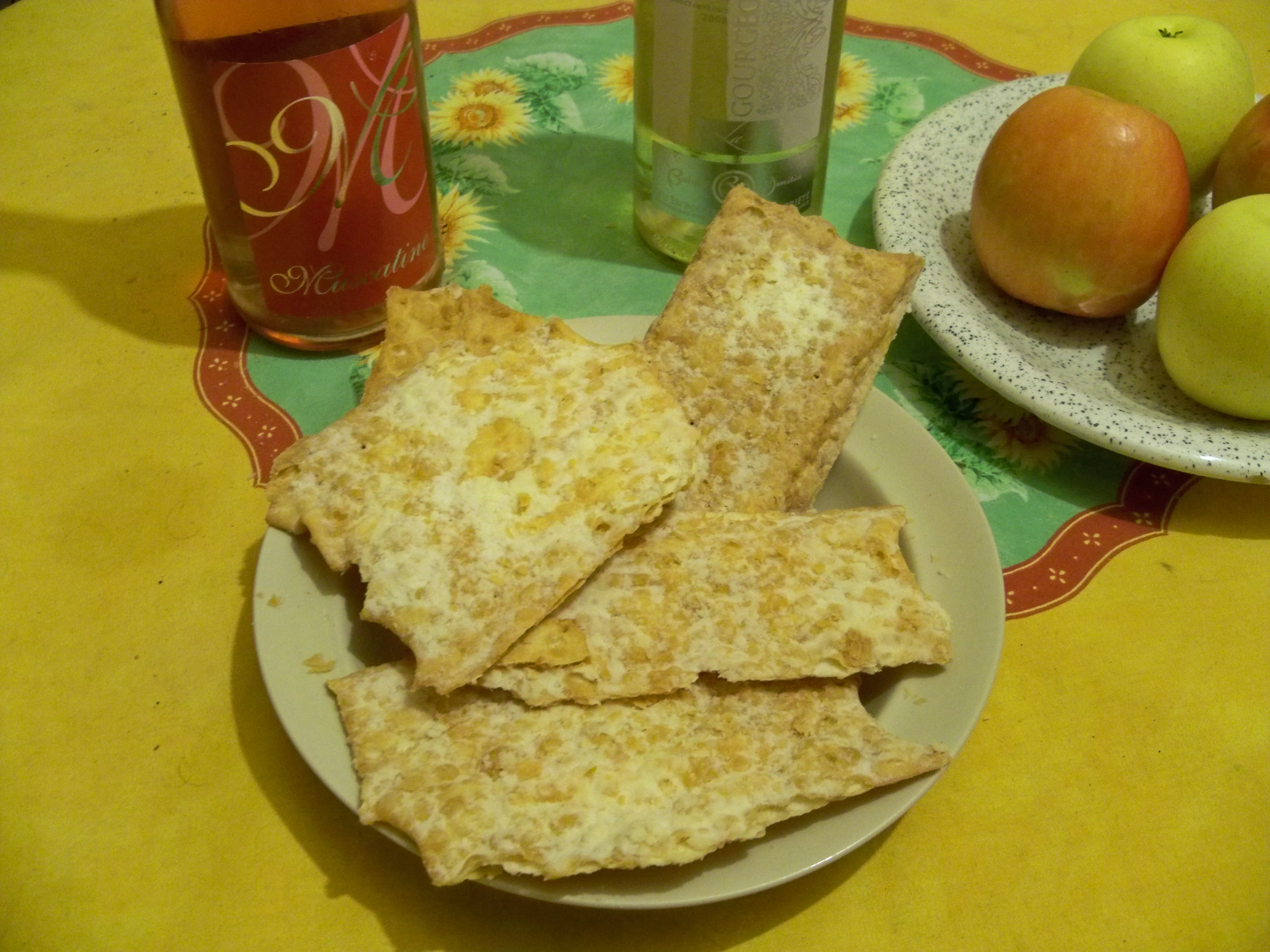
Plat d'oreillettes.

Cette pâtisserie boulangère et pâtissière est d'une fabrication traditionnelle en Provence entre le jour de l'An et Pâques. Mais son pic de consommation est le mardi gras. Elle paraît aussi sur la table lors des fêtes familiales. C'est une pâte frite à l'huile d'olive et parfumée à la fleur d'oranger. Très mince, légère et craquante, elle se consomme recouverte de sucre glace. Elle est connue sous des noms différents. « Oreillette » reste spécifique à Avignon, le Comtat Venaissin, Apt et la vallée du Calavon. Elle se nomme bugne à Champoléon et dans le Briançonnais, « merveille » dans les Alpes provençale, « gause » dans le pays Niçois, « mensonge » dans la vallée de la Vésubie et la vallée de la Roya, « croquant » à Barcelonnette et dans la vallée de l'Ubaye.

### Patience fraxinoise
Ce petit biscuit est une spécialité de La Garde-Freinet créée dans les années 1880-1890. Rond et très fin, il a un diamètre de 4 centimètres et dans sa pâte, devenue translucide quand elle est cuite, apparaissent morceaux d'amandes et de noisettes. Outre ces fruits secs, dans sa composition entrent farine, sucre, blanc d'œufs et beurre fondu.

### Pignolat de Nostradamus
C'est une spécialité pâtissière de Saint-Rémy-de-Provence dans laquelle entrent pignons, sucre, eau de rose et fenouil. Cette recette a été reconstituée à partir du Traité des confitures et fardements qu'écrivit Nostradamus en 1552. Le pignolat du Moyen Âge, réalisé à base d'amandes, de pistaches, de pignons et de sucre, passait pour aider à la conception.

### Pompe à l'huile
La pompe à l'huile (en langue d'oc, poumpo à l'oli/pompa a l'òli) ou fougasse d'Arles est un dessert réalisé sur une pâte à pain à base d'huile d'olive, de sucre et d'œuf. La pompe à l'huile ou gibassié, selon les régions (en Provence, le gibassier est différent puisque moins « gonflé » et plus sec), fait partie des treize desserts de Provence confectionnés à l'occasion du gros souper, le repas du réveillon de Noël ; elle s'y déguste avec du vin cuit. On la retrouve aussi dans l'ouest de l'Aveyron. La pompe symbolise la réussite. Selon la tradition, il faut la rompre comme le Christ a rompu le pain et ne pas la couper, sinon on risque de se retrouver ruiné l'année suivante.

### Quatre mendiants
Les quatre mendiants font partie de la composition des treize desserts en Provence. Ces fruits secs représentent les différents ordres religieux ayant fait vœu de pauvreté, noix ou noisettes pour les Augustins, figues sèches pour les Franciscains, amandes pour les Carmes et raisins secs pour les Dominicains.
Frédéric Mistral (1830-1914) donne la définition de ce que sont les quatre mendiants en Provence, « figues, noix, amandes et raisins secs ». Il précise que ces mendiants sont aussi dénommés pachichòis d'Avignon à Marseille.

### Tarte tropézienne

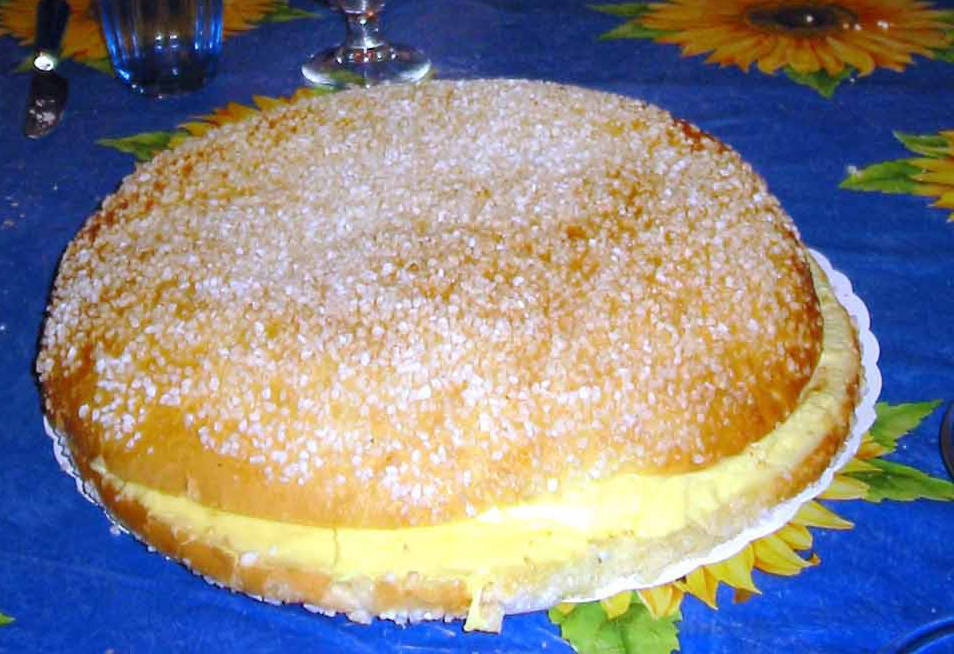
Tarte tropézienne.

La tarte tropézienne est un gâteau composé d'une brioche au sucre garnie d'un mélange de crème au beurre et de crème pâtissière. En 1955 se tourna à Saint-Tropez le film de Roger Vadim, Et Dieu... créa la femme. C'est Alexandre Micka qui fut chargé de réaliser les repas pour l'équipe de tournage, dont accessoirement ce gâteau.

### Treize desserts
|  |  | pommes poires melon vert nougat noir et nougat blanc fruits confits calissons | pommes poires melon vert nougat noir et nougat blanc fruits confits calissons |  |  | gibassié oreillettes dattes « quatre mendiants » : noix et noisettes, figues sèches, amandes et raisins secs | gibassié oreillettes dattes « quatre mendiants » : noix et noisettes, figues sèches, amandes et raisins secs |

|  |  | pompe à l'huile fougasse noix noisettes nougat blanc fruits confits | pompe à l'huile fougasse noix noisettes nougat blanc fruits confits |  |  | pommes poires oranges raisins frais vin cuit dattes pâte de fruits | pommes poires oranges raisins frais vin cuit dattes pâte de fruits |

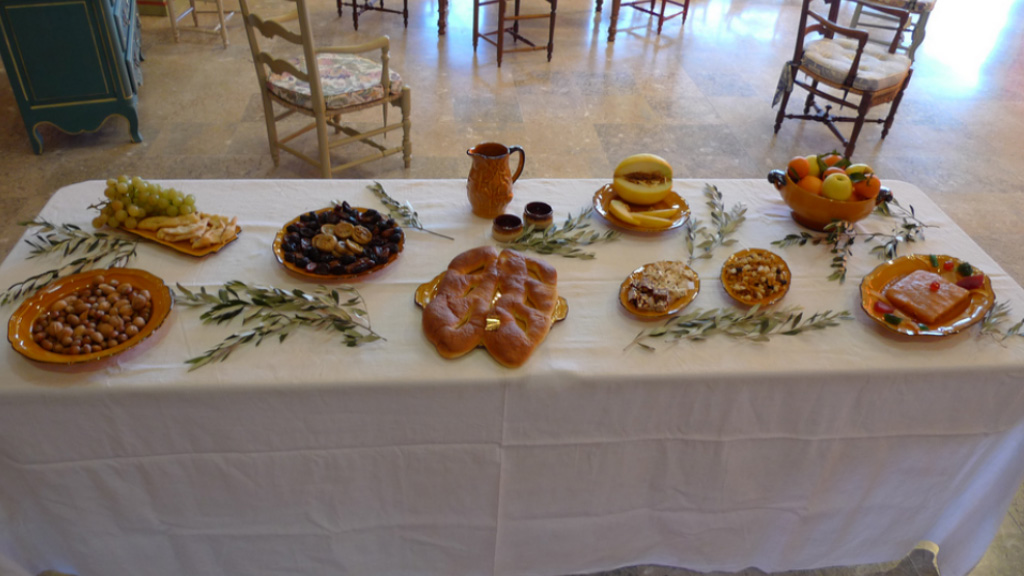
Les treize desserts :

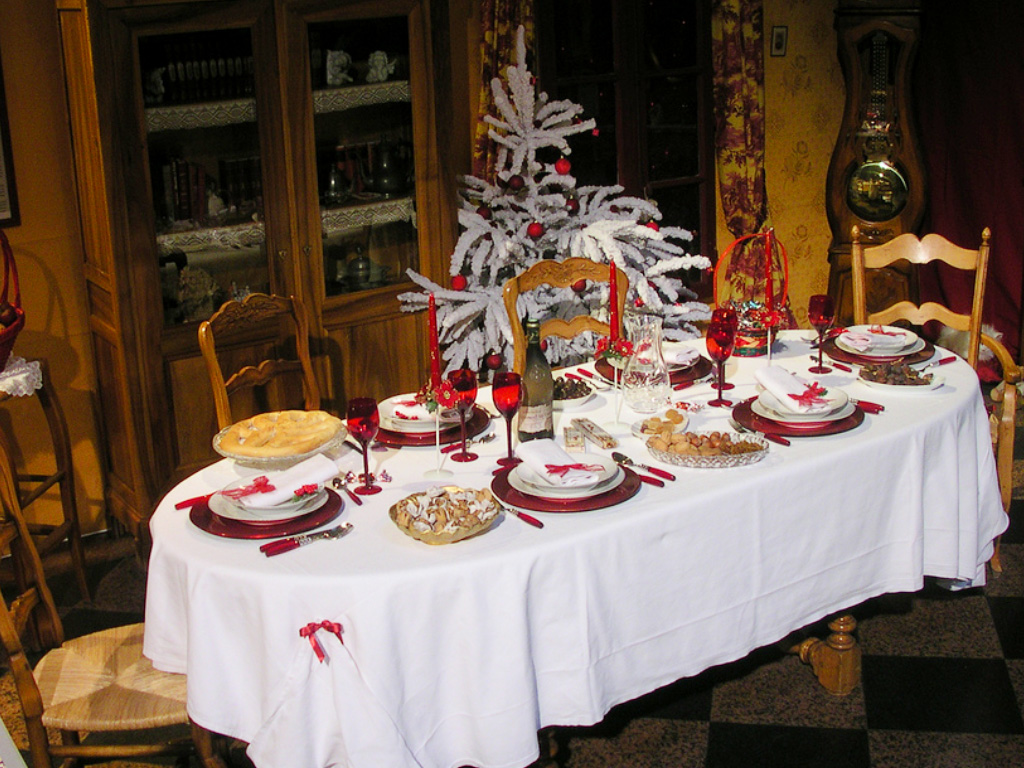
Les treize desserts :

Les treize desserts qui suivent le gros souper de Noël font partie de la tradition méridionale de Noël, tradition ancienne pour ce qui est des desserts et assez jeune en ce qui concerne le chiffre treize. À Marseille, au XVIIe siècle, fruits frais, fruits secs et pompes « régalent les gens les deux derniers jours » avant Noël.
Dans les années 1820, dans les Bouches-du-Rhône, le gros souper de Noël se termine par un « dessert plus ou moins splendide selon l'aisance des familles, qui consiste en gâteaux, fruits secs, confitures, biscuits et sucreries », châtaignes et pompes.
Avant le XXe siècle, on ne trouve apparemment aucune attestation d'une association des desserts de Noël avec le chiffre treize. Frédéric Mistral, quant à lui, ne cite pas le chiffre treize mais évoque les friandises exquises de la veillée de Noël. En 1885, un chroniqueur note : « Le gros souper n'est plus qu'à l'état de légende. »
Au début du XXe siècle, à la suite de Mistral et du Félibrige, la nostalgie pour les Noëls de jadis est à la mode en Provence. En 1925, dans un numéro spécial de Noël du journal La Pignato, un écrivain d'Aubagne, le docteur Joseph Fallen, écrit à propos des desserts : « Il en faut treize, oui treize, pas plus si vous voulez, mais pas un de moins, notre Seigneur et ses apôtres ! » L'année suivante, la romancière Marie Gasquet écrit, dans Une enfance provençale, qu'à Noël « il faut treize desserts, treize assiettes de friandises, douze qui versent les produits du pays, du jardin, la treizième beaucoup plus belle, remplie de dattes ». Au début des années 1930, le musée du Terroir marseillais consacre une salle au repas de Noël ; la tradition commence à s'installer.

## Confiseries

### Calisson d'Aix

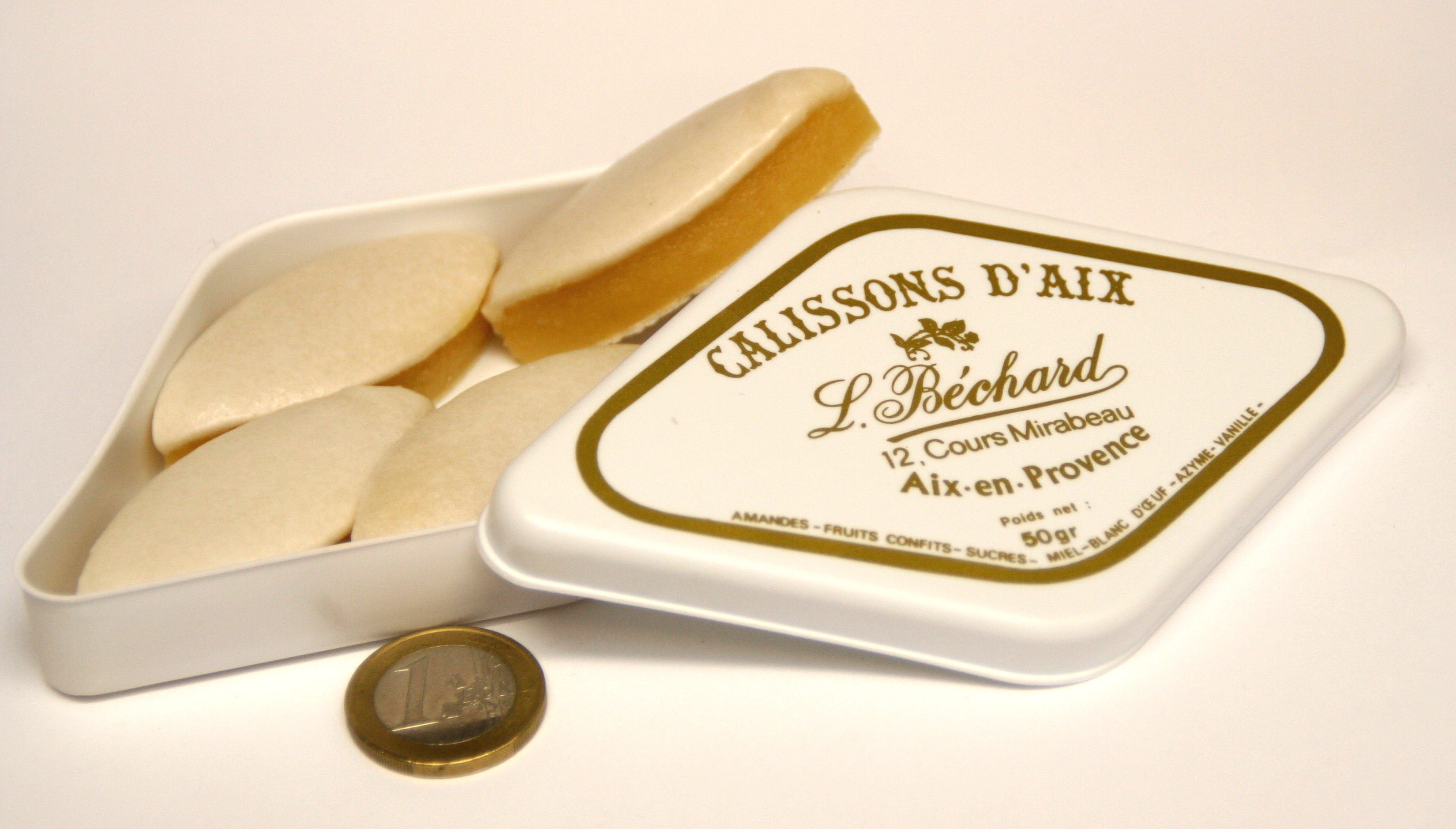
Calissons d'Aix-en-Provence.

Le calisson (de l'occitan provençal canisson ou canissoun) est une confiserie faite d'une fine pâte de melon confit et d'amandes broyés ensemble et nappée de glace royale. C'est une spécialité d'Aix-en-Provence depuis le XVe siècle.
Plusieurs hypothèses ont été évoquées pour expliquer l'origine du mot « calisson ». La première, et la plus vraisemblable, est que la cérémonie de bénédiction se déroulait autrefois à Notre-Dame de la Seds trois fois par an : à Noël, à Pâques et le 1er septembre. Le prêtre prononçait alors la formule latine venite ad calicem (« venez au calice »), qui se traduit en provençal par venes touti au calissoun.
Selon d'autres sources, le calisson remonterait au milieu du XVe siècle, lorsqu'au cours du second mariage de René d'Anjou avec Jeanne de Laval en 1454, le maître des confiseries du Roi en aurait servi rendant ainsi le sourire à la future reine, réputée peu gracieuse. Un de ses proches aurait alors dit : « Di calin soun » (« ce sont des câlins ») ; le nom lui est resté.

## Fromages

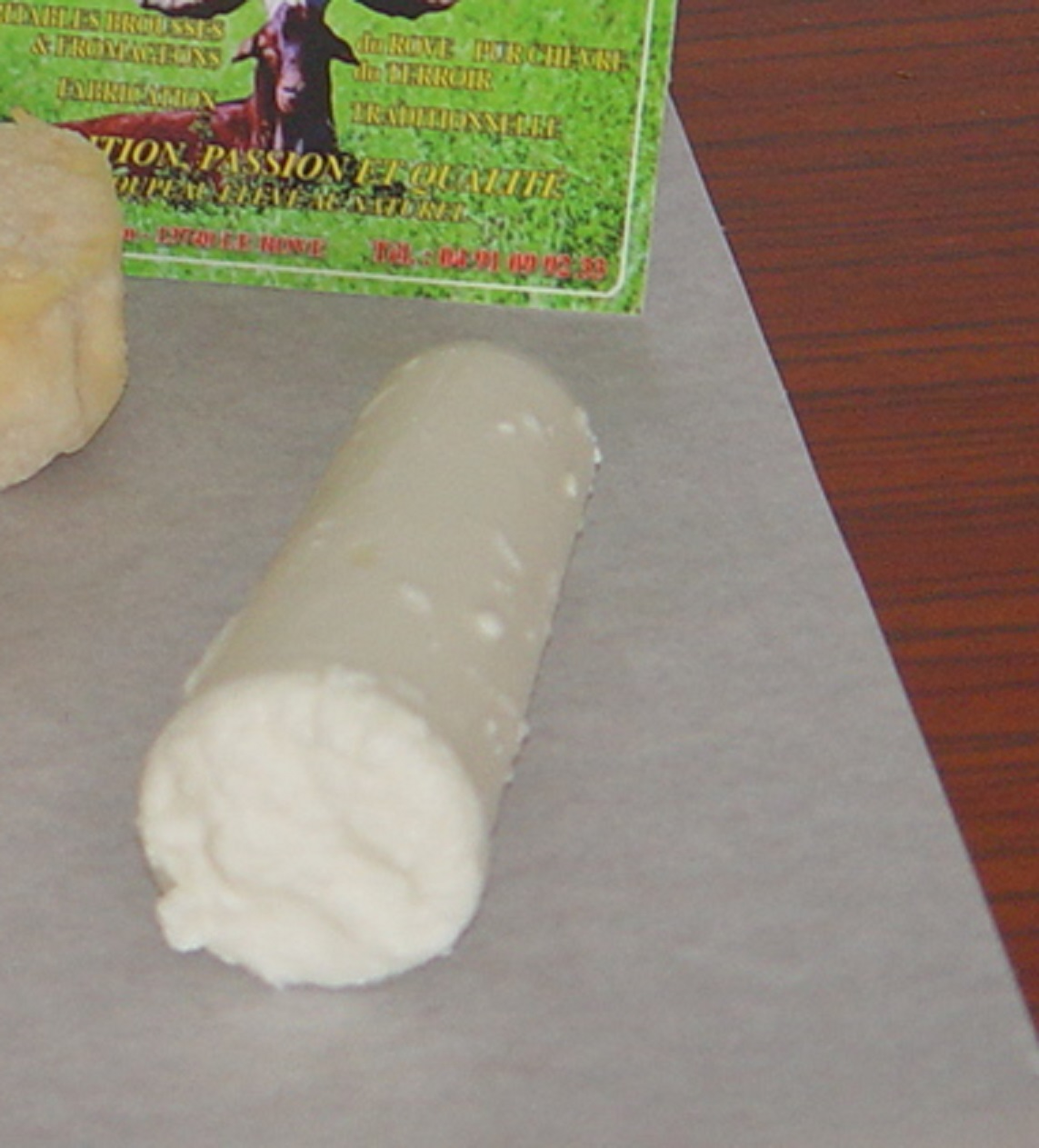
Brousse du Rove.

### Brousse du Rove
La brousse est un fromage frais originaire de Provence. Elle peut être confectionnée à partir du lactoserum de vache, de chèvre ou de brebis selon les traditions locales. Sa pâte blanche de texture granuleuse, qui ressemble à celle du brocciu ou du caillé aveyronnais, se marie tant dans les préparations salées que sucrées. La brousse du Rove est fabriquée avec du lait entier de chèvre de la race du même nom (chèvre du Rove).

### Coussignous
Le coussignous est un fromage fort, originaire du Var. Cette préparation fromagère est caractérisée par sa forte expression gustative et odorante. Il était originellement fabriqué à Signes. Frédéric Zégierman, journaliste gastronomique, explique : « Ce fromage qui arrache est une vieille tradition, née pour récupérer les restes de fromage trop faits et éviter qu'ils ne se perdent. » Ce fromage est appelé aussi couient (cuisant) parce qu'il brûlait la bouche, broussin sur le littoral varois et dans le massif des Maures où il cousine avec le brous et catcha dans le Haut-Verdon où il se confond avec la cachaille (cacheïo).

### Tomme d'Arles

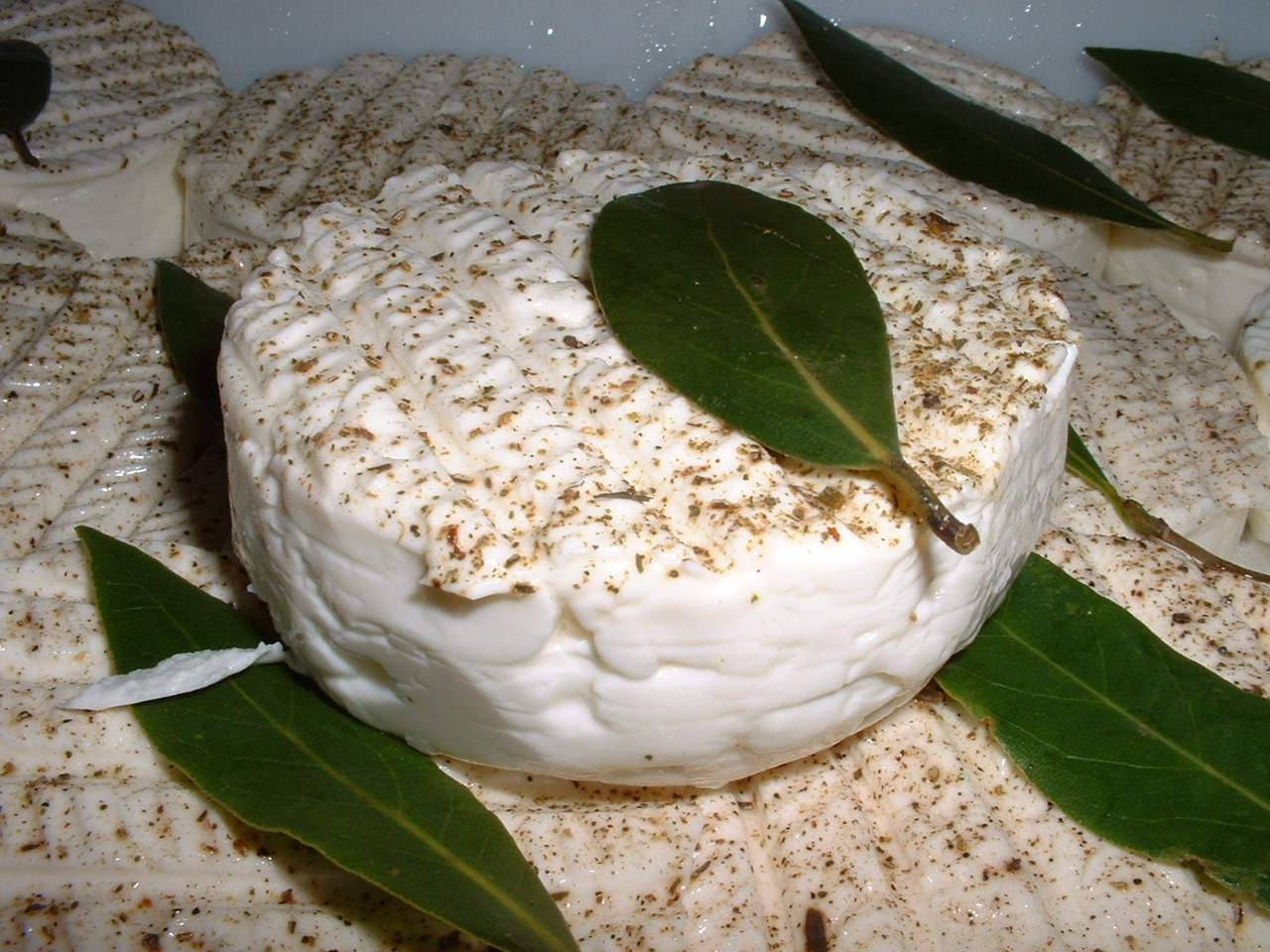
Tomme d'Arles ronde.

La tomme d'Arles est un fromage à pâte molle fabriqué artisanalement à base de lait de brebis dans des moules ronds par une vingtaine de producteurs dont la plupart se situent dans les régions d'Avignon et de Nîmes.
Cette tomme, ronde au départ, prend lors de son affinage une forme rectangulaire, les fromages étant stockés côte à côte. Cette brique a alors 5 à 6 centimètres de côté et une épaisseur de 1,5 centimètre. Lors de sa commercialisation, elle est recouverte d'une feuille de laurier.
Autrefois conservée dans des toiles de jute, elle se consomme de nos jours fraîche ou séchée. Sa production est assez irrégulière puisqu'elle oscille entre une et deux tonnes par an.

### Tomme de Provence

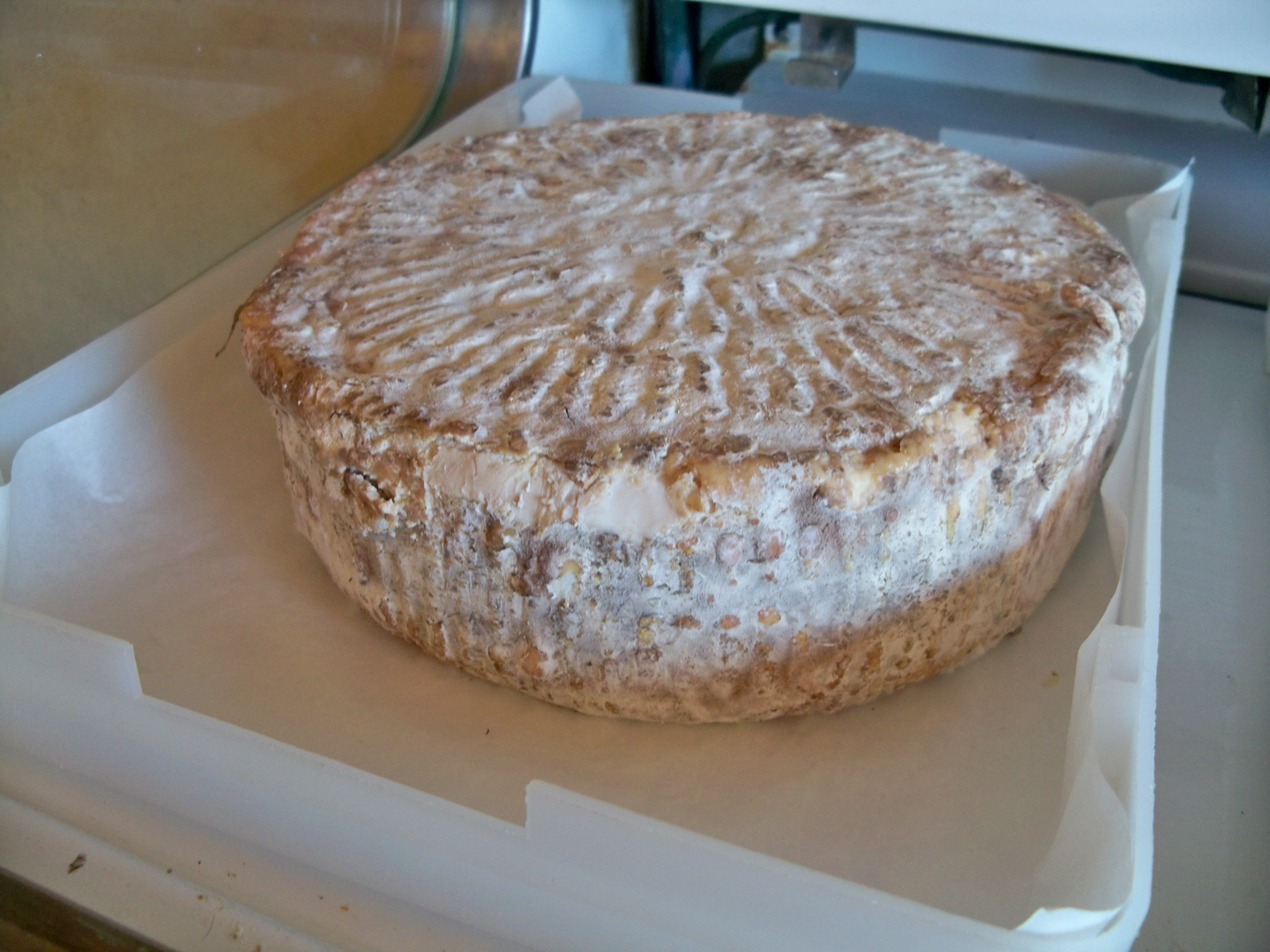
Tomme de Provence.

La tomme de Provence, dite aussi tomme à l'ancienne, est un fromage à pâte molle et à croûte fleurie dont la fabrication est traditionnelle dans toute la Provence. Élaborée uniquement à base de lait cru de chèvre, son histoire se perd dans la nuit des temps puisqu'elle serait fabriquée, selon la même technique, depuis le Néolithique comme l'attestent les antiques faisselles retrouvées par les archéologues sur des sites où se pratiquait l'élevage caprin. Ces tommes, suivant les lieux de production, se présentent soit sous la forme d'un petit palet d’environ 6 à 7 cm de diamètre et de 1 à 2 cm de hauteur ou d'un palet un peu plus grand de 8 cm de diamètre et de 2 à 3 cm de haut pour un poids de 100 g. En fonction du temps d'affinage, elles se présentent généralement avec une croûte fleurie, très fine, poudreuse et souple qui peut évoluer jusqu'à une couleur marron ou cendrée. La croûte recouvre une pâte blanche brillante, avec un léger arôme lactique, qui va de crémeuse à coulante.

## Boissons

### Marc de Provence
Le marc de Provence est une eau-de-vie obtenue par distillation de marc de raisin provenant exclusivement de l’aire géographique de Provence-Alpes-Côte d'Azur ainsi que de deux départements de la région Rhône-Alpes. Il bénéficie depuis 1942 d'une appellation réglementée,.

### Élixir du révérend Père Gaucher
L'Élixir du révérend Père Gaucher, dit encore norbertine, est une liqueur élaborée initialement à l'abbaye Saint-Michel de Frigolet par les prémontrés ou pères blancs. Cet élixir est fait à base de miel et d'extraits de différentes plantes cueillies dans la Montagnette dont le thym et le romarin. Il a été rendu célèbre par le conte d'Alphonse Daudet, écrit en 1866. Face à son succès, les moines ont cédé son brevet d'exploitation à la distillerie Inissan de Châteaurenard qui en assure la fabrication et la commercialisation depuis 1883. Cette liqueur titre 40° et il en est produit 600 hectolitres par an.

### Gambetta

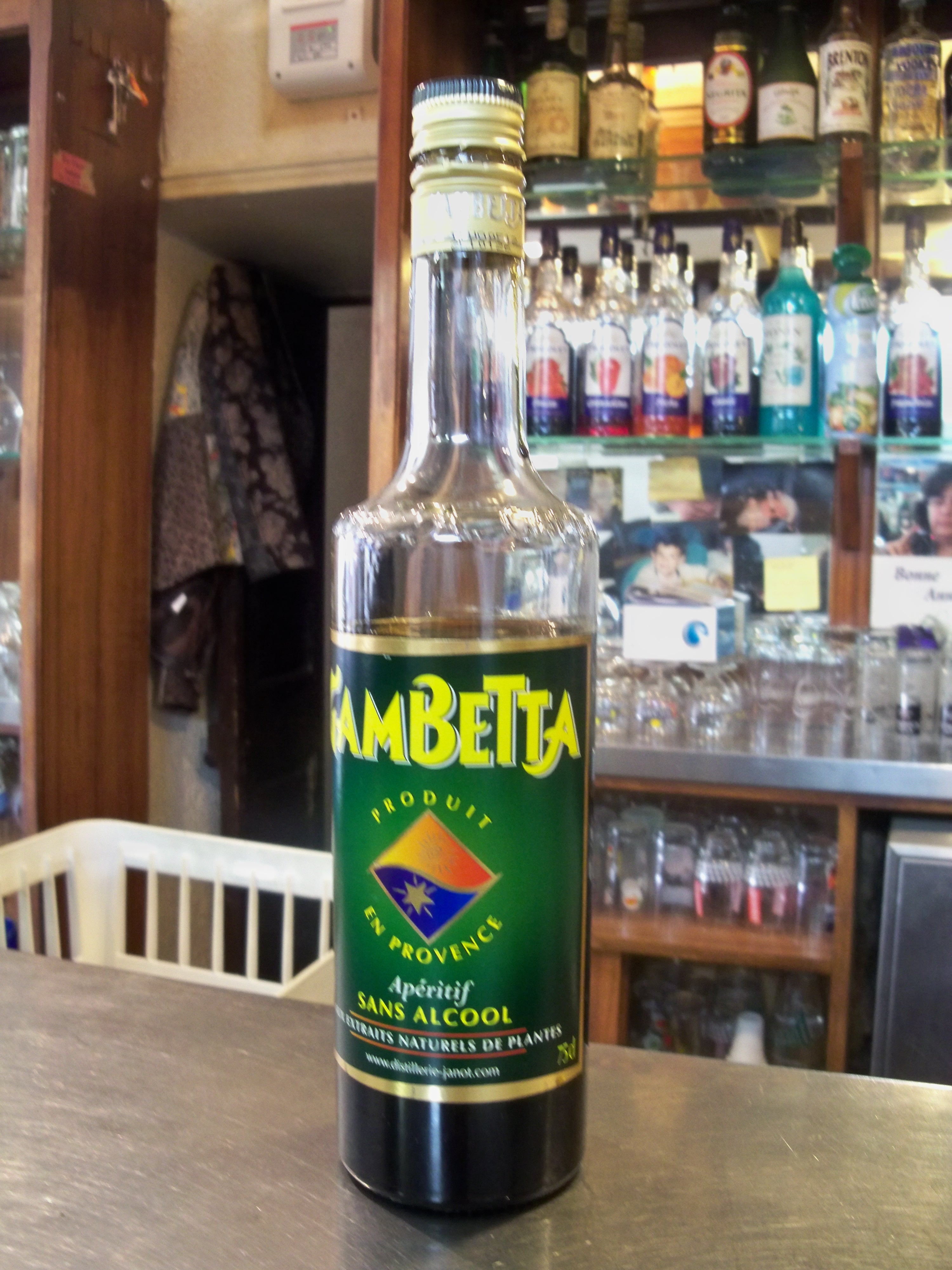
Une bouteille de Gambetta.

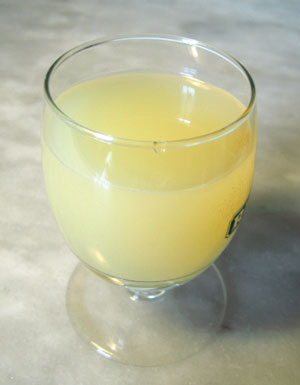
Un verre de pastis.

Le Gambetta est un sirop d'origine provençale ancienne, que l'on trouve principalement dans le sud de la France. Il est obtenu par macération de plantes, de fruits et d'écorces de plantes (une cinquantaine dont la mandarine, la gentiane) et additionné de caramel, sucre, acide citrique, sirop de glucose, sirop de fructose. Il se consomme allongé d'eau plate ou gazeuse, ou de limonade (« Gambetta limonade »), de bière (« demi-Gambetta ») ou de lait. Le Gambetta était fabriqué par la Distillerie Janot, à Aubagne.

### Pastis
Le pastis (du provençal pastís : pâté ou mélange) est le nom donné à des boissons alcoolisées parfumées à l'anis. Il est le résultat de la macération de plusieurs plantes : le fenouil et la réglisse. Le fenouil a été remplacé par la badiane chinoise dont les fruits sont beaucoup plus riches en anéthol. Il se boit en apéritif, complété avec de l'eau. On ajoute généralement de cinq à sept volumes d'eau fraîche pour un volume de pastis. Mais libre à chacun de le boire plus ou moins léger, selon ses goûts et la température extérieure. Lorsque l'on fait le mélange en versant l'eau, on passe alors d'une couleur ambrée assez transparente à un jaune trouble un peu laiteux. Ce trouble provient de la précipitation de l'anéthol, peu soluble dans l'eau ; si l'on attend quelques heures, le précipité disparaît. Ce phénomène apparaît aussi lors de la réfrigération du pastis pur (on dit alors que le pastis paillette).

## Vins

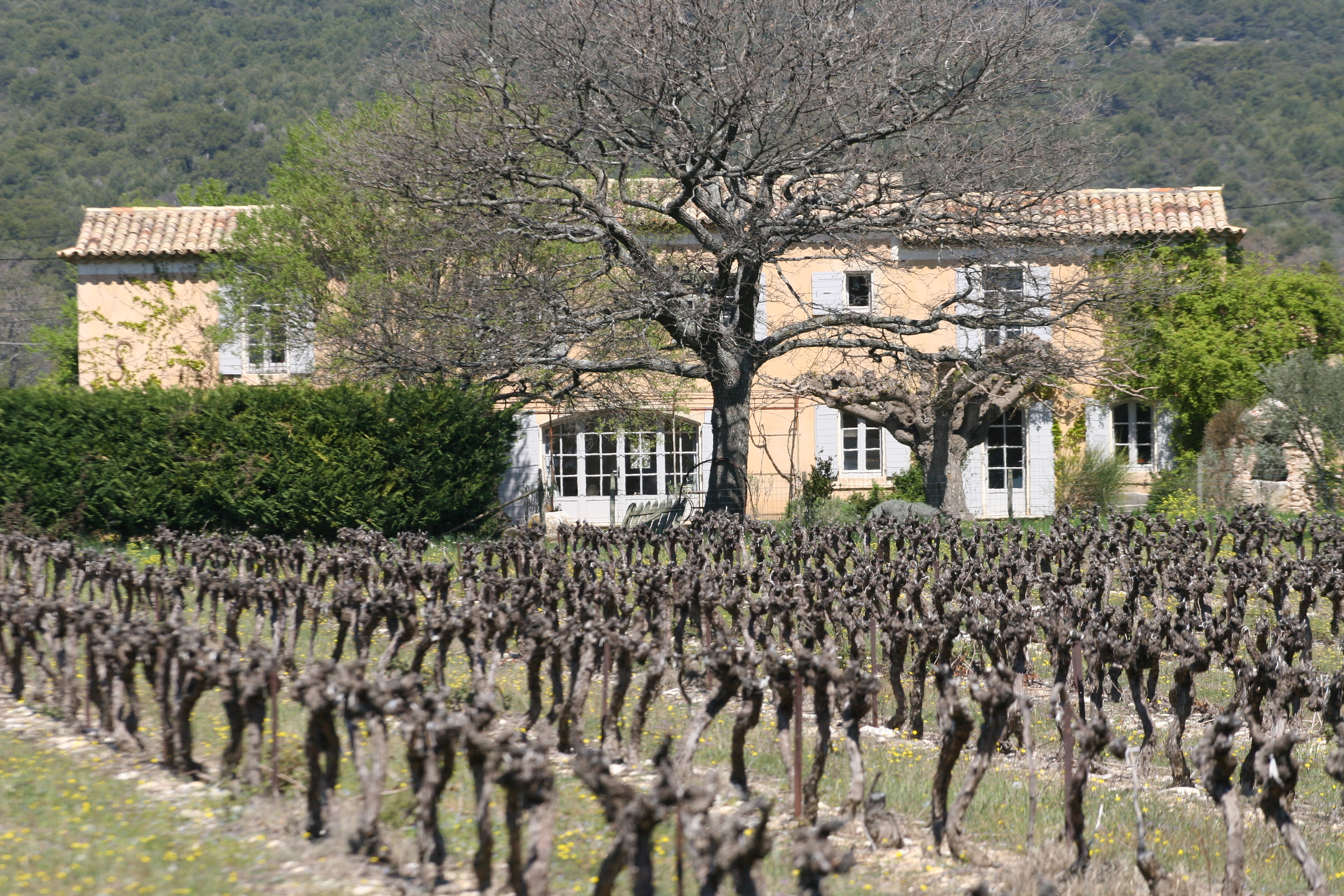
Bastide viticole dans les Coteaux-d’aix-en-provence.

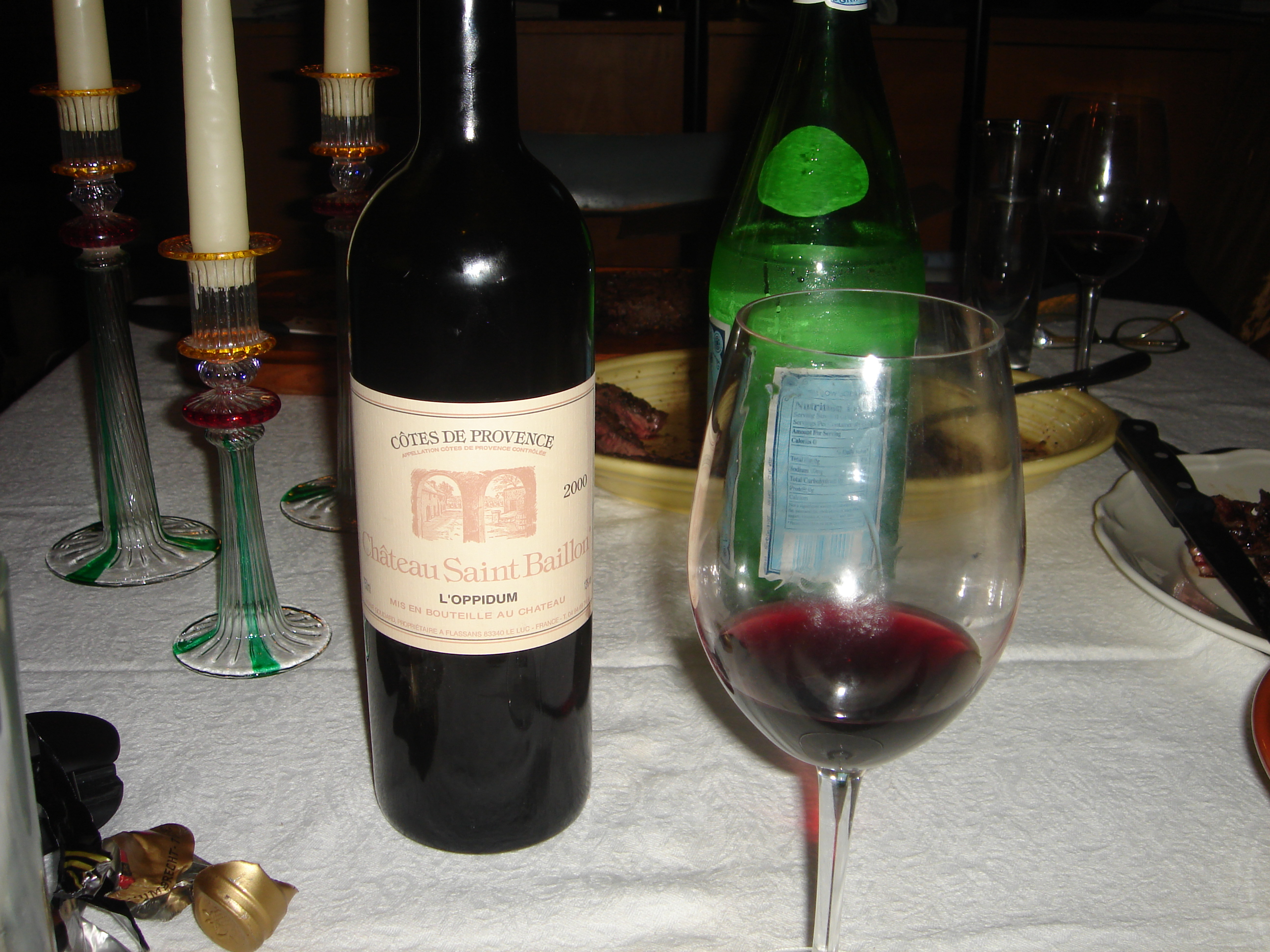
Côtes-de-provence rouge.

À de rares exceptions près, l'ensemble des vins se présentent en rouge, rosé et blanc. En fonction de leur robe, ils peuvent traditionnellement accompagner les viandes rouges ou blanches, le gibier ou les venaisons, les poissons d'eau douce ou de mer, toute la cuisine provençale.
Le vignoble de Provence s'étend du sud d'Avignon jusqu'aux Alpes-Maritimes. Ses terroirs viticoles sont d'une très grande hétérogénéité tant pédogéologique que climatique avec bien évidemment une dominante de climat méditerranéen strict mais également de zones plus froides où l'influence du vent est déterminante. Au sein de ce vignoble ont été reconnus deux grands types d'appellations d'origine contrôlées (AOC). Les appellations régionales qui regroupent : côtes-de-provence, coteaux-d’aix-en-provence, coteaux-des-baux-en-provence et coteaux-varois. Les appellations locales comprennent : bandol, bellet, cassis et palette.
Les vins qui n'ont pas droit à l'appellation peuvent être labellisés soit en vin de pays des Bouches-du-Rhône et vin de pays du Var. À ces vins de pays départementaux s'ajoutent des vins de pays de zone : vin de pays d'Argens, vin de pays des Maures, vin de pays de Mont-Caume et vin de pays des Alpilles (ex Petite Crau),

## Assaisonnements

### Épices Rabelais
- Si vous ne connaissez pas le sujet, laissez ce bandeau (vous pouvez alors contacter les auteurs).
- Si vous supprimez le contenu mis en cause (vous pouvez préalablement contacter les auteurs),

argumentez précisément cette suppression dans la page de discussion
(un manque de référence n'est pas un argument ; une recherche réelle de référence doit avoir été effectuée, être formellement documentée).
Les épices Rabelais sont une marque crée à Marseille en 1880 par Raynaud de Mazan. Elles associent des épices d'Afrique, d'Asie et des herbes de Provence. Les ingrédients et leur dosage restent un secret. Sur leur boîte est juste spécifié « épices et aromates ». Le Laboratoires d'herboristerie générale, propriétaire de la marque, indique quant à lui, que « les épices Rabelais sont composées de substances végétales aromatiques d'origines exotique et indigène ». Elles s'utilisent sur des tajines, des viandes, des poissons, des coquillages et des crustacés ou des spécialités régionales comme le chou farci, la poule au pot, les rissoles ou le grenier médocain.

### Huile d'olive

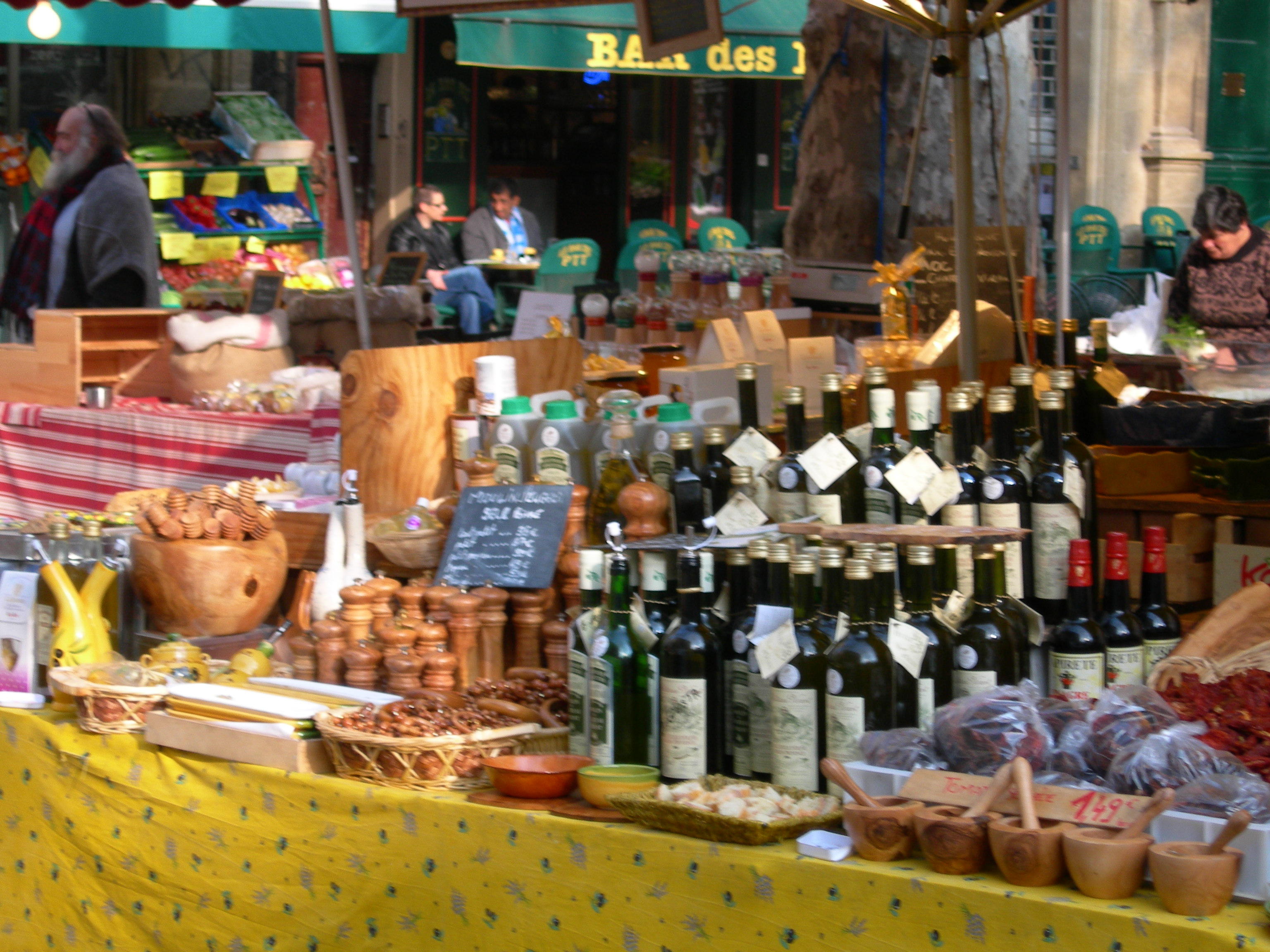
Vente d'huile d'olive et d'objets en bois d'olivier sur un marché provençal.

L'huile d'olive de Provence a plusieurs terroirs classés en appellation d'origine contrôlée (AOC). Comme toutes les autres huiles d'olive issues du pourtour de la Méditerranée et des régions à climat méditerranéen, elle est un des fondements de la cuisine méditerranéenne (ou régime crétois et principale source d'oméga -9). Ses caractéristiques organoleptiques varient en fonction du terroir et des pratiques agronomiques, de la variété (ou cultivar) et du stade de maturité à la récolte. Elle peut être utilisée aussi bien crue (dans des sauces pour salade ou à la place du beurre dans les pâtes par exemple) que cuite (pour la cuisson de viandes ou de légumes ou pour la friture). Cette huile a des propriétés bénéfiques pour la santé, notamment sur le plan cardio-vasculaire, grâce à sa teneur en vitamine A, vitamine E et en acides gras mono-insaturés. Les bienfaits liés aux vitamines sont surtout observés lors de consommation d'huile froide, comme dans les salades, car les vitamines sont détruites au-delà de 40 °C. Par rapport aux autres acides gras insaturés, l'huile d'olive est assez stable à la cuisson et garde en ce cas ses effets bénéfiques sur le cholestérol.

### Sel de Camargue

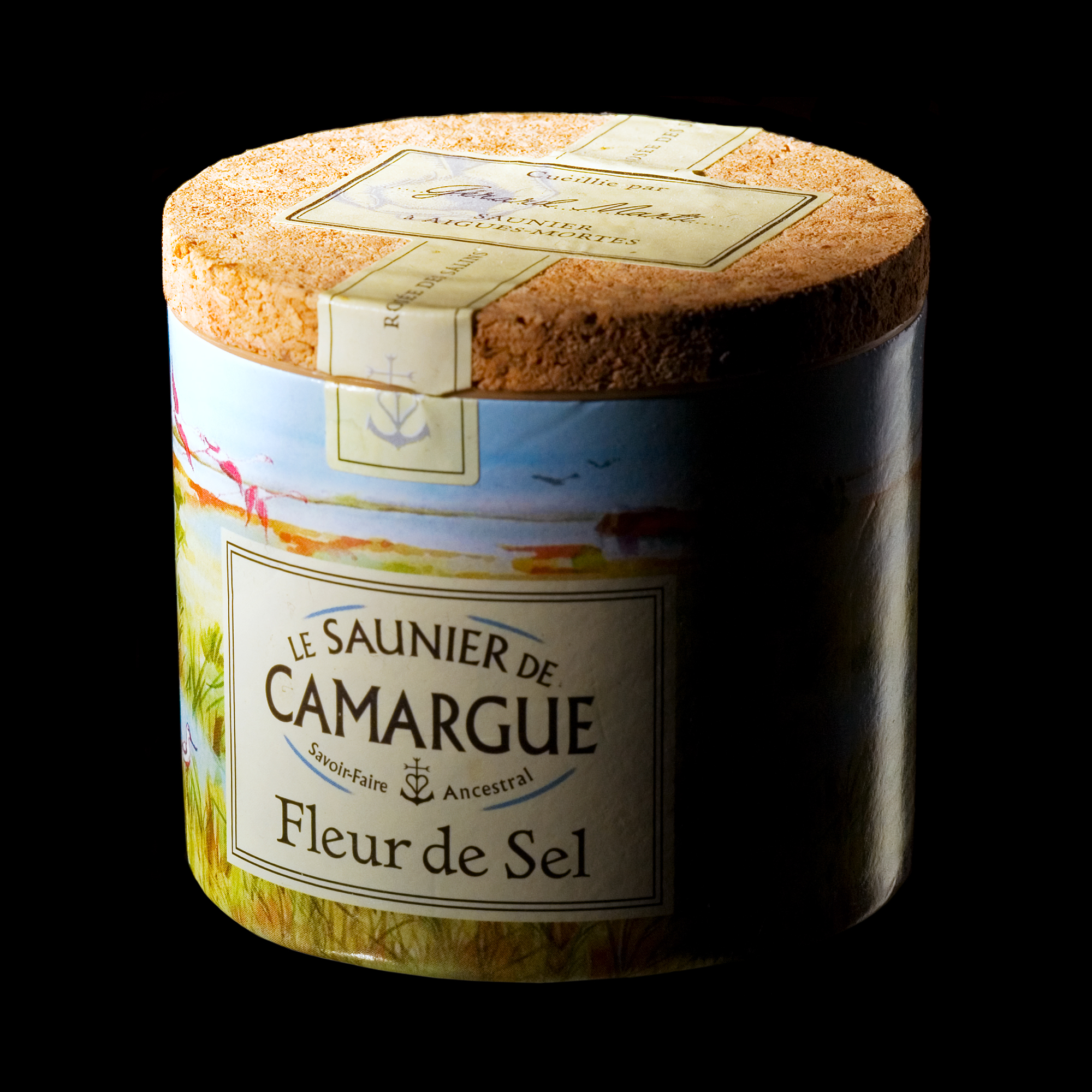
Fleur de sel de Camargue.

Les salines provençales sont exploitées depuis l'Antiquité que ce soit en Camargue, à Hyères ou autour de l'étang de Berre. Au cours du Moyen Âge, l'abbaye Saint-Victor eut même des salins à Marseille qui furent exploités jusqu'en 1518, échappant ainsi à la gabelle.
Le sel de Camargue remontait le Rhône, celui de l'étang de Berre, la Durance et la production de Hyères partait vers Gênes et Pise ainsi que dans l'arrière-pays par caravanes.
Si les salins de Hyères ont cessé toute activité, les deux autres sites saliniers sont toujours en production. La Camargue, avec Salin-de-Giraud, produit 800 000 tonnes par an, donc 80 000 sont traités à Aigues-Mortes pour usage domestique. L'étang de Berre fournit 30 000 tonnes annuellement à l'industrie. C'était du sel de mer jusqu'en 1985. Depuis c'est le sol des mines de Manosque qui approvisionne l'usine de traitement. L'ensemble de ces salins est exploité par la Compagnie des salins du Midi.